# Американо-греческий прогрессивный просветительский союз
Американо-греческий прогрессивный просветительский союз (англ. American Hellenic Educational Progressive Association, сокр. AHEPA) — братский орден, базирующаяся в США крупнейшая и старейшая в мире действующая международная греческая низовая общественная некоммерческая благотворительная организация, учреждённая 26 июля 1922 года в Атланте (Джорджия) в ответ на чинимые членами Ку-клукс-клана изуверства, имевшие место в американском обществе в начале XX века, а также для оказания помощи греческим иммигрантам в ассимиляции в это общество. Имеет филиалы в США, Канаде, Греции и на Кипре, а также «сестринские» отделения в Австралии и Новой Зеландии под эгидой Австралазийско-греческого прогрессивного просветительского союза (англ. Australasian Hellenic Educational Progressive Association, сокр. AHEPA).
Позиционирует себя последователем тайной организации греков «Филики Этерия».
Сотрудничает с общественными организациями Бней-Брит и NAACP для борьбы с дискриминацией.
На сегодняшний день своей миссией Семейство AHEPA ставит сохранение и продвижение идеалов эллинизма, филантропическую деятельность, содействие образованию, стимулирование и поддержку роста гражданской ответственности, а также помощь в достижении родового (семейного) и индивидуального совершенства.
Является важным лоббистским рычагом греков США, контролируя группу по интересующим Грецию и Кипр вопросам в Конгрессе США.
Хотя большинство членов братства — американцы греческого происхождения, заявку на принадлежность к нему может подать любой человек, верящий в миссию организации.
С июля 2019 года Верховным Президентом AHEPA является Джордж Г. Хориатис.
Штаб-квартира AHEPA находится в районе Дюпон-Сёркл в Вашингтоне (округ Колумбия).

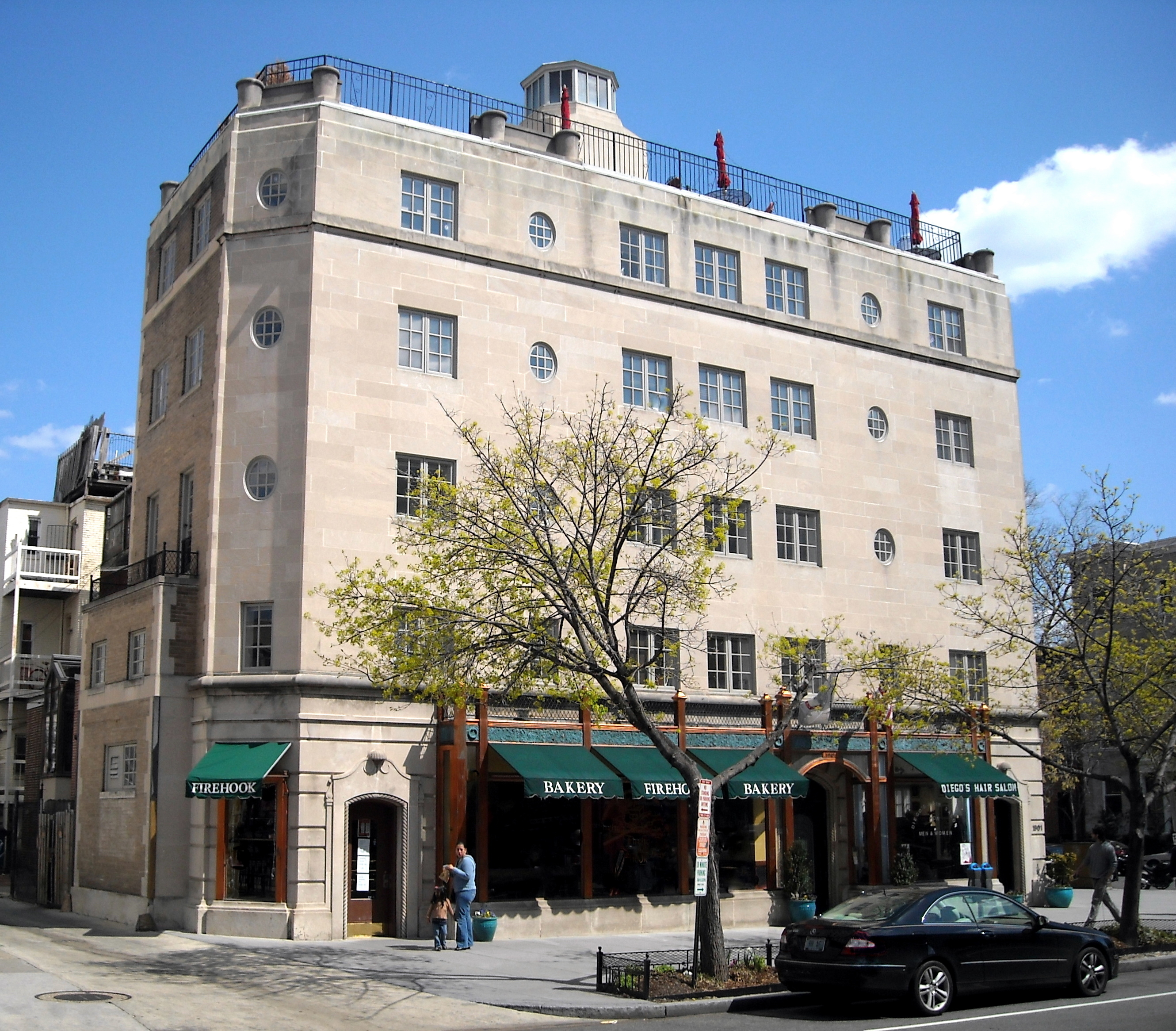
Штаб-квартира AHEPA в Вашингтоне (округ Колумбия)

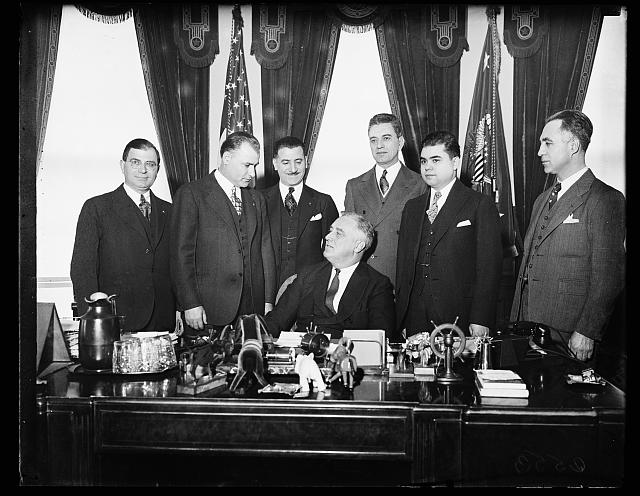
Президент США Франклин Рузвельт и офицеры Ордена AHEPA (20 января 1936 года)

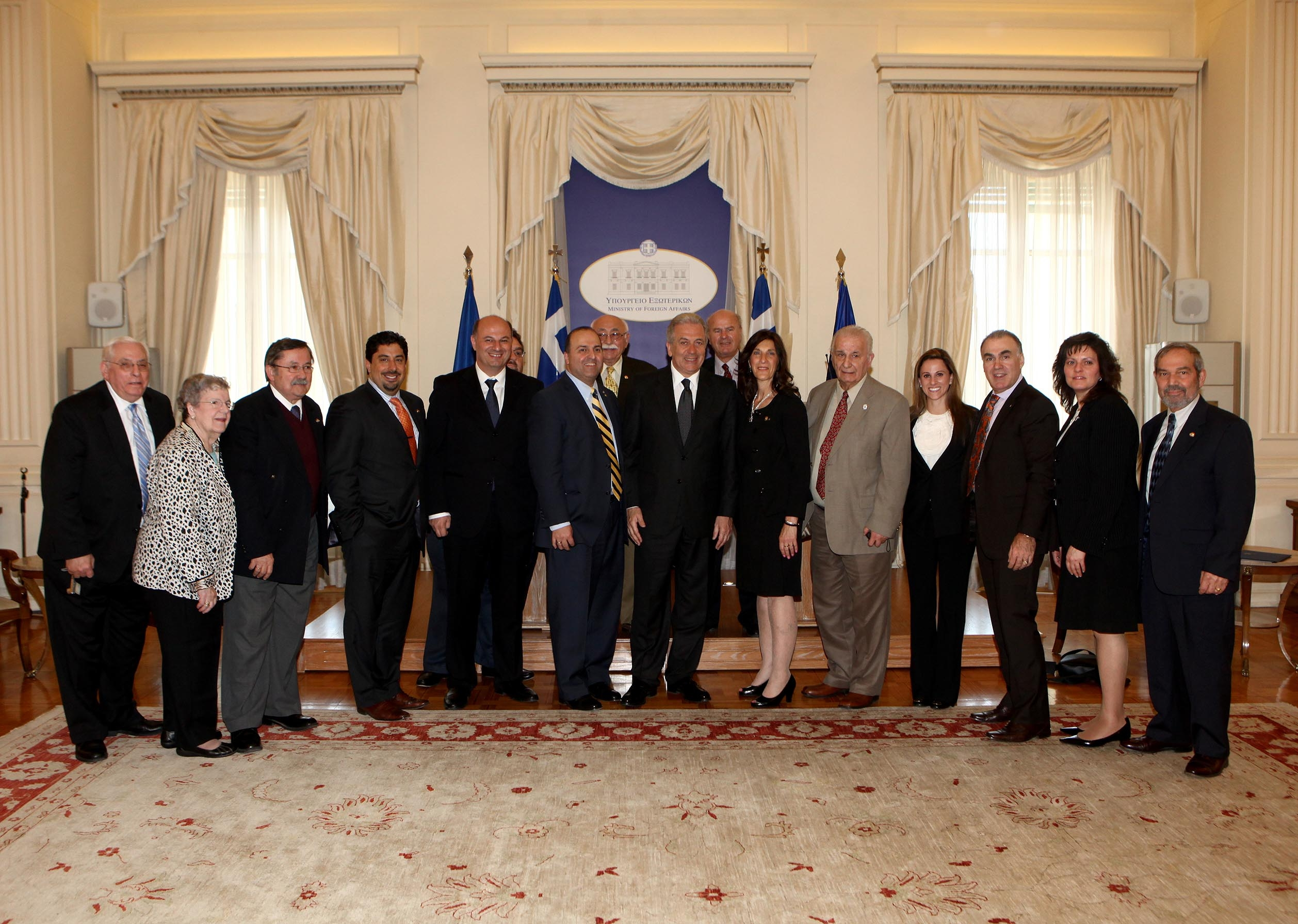
Встреча министра иностранных дел Греции Димитриса Аврамопулоса с делегацией AHEPA (Греция, 9 апреля 2013 года)

## Эллинизм
Важной составляющей миссии AHEPA является повышение уровня информированности общества об основах эллинизма, включая приверженность принципам гуманности, свободы и демократии. Организация выказывает глубокую преданность сохранению и продвижению этих идеалов. Занимается образованием общества по этим вопросам посредством симпозиумов, форумов и конференций.

## Образование
Активное отношение к образованию проявляется со стороны AHEPA на протяжении всей истории его существования. Организация выделила более $4 млн на стипендии, присуждённые на местном, окружном и государственном уровнях, и $0,5 млн на ежегодные премии, оказав помощь тысячам молодых людей, самым известным из которых, вероятно, является журналист Джордж Стефанопулос, главный политический корреспондент ABC News, соведущий утреннего телешоу «Bad Morning America», ведущий воскресной утренней программы «This Week», а также постоянный заменяющий ведущий информационной передачи «ABC World News».
Стипендиальная программа на государственном уровне находится в ведении Национального Образовательного Фонда AHEPA, предлагающего стипендии широкому кругу перспективных студентов, включая обычных и нетрадиционных студентов, семинаристов (в том числе поступающих в Греческую православную богословскую школу Святого Креста), учащихся выпускных классов средних школ, студентов колледжей, а также лиц, получающих постдипломное образование.
Сохранение преподавания дисциплины «Антиковедение» в колледжах является важной задачей для Образовательного Фонда AHEPA. Подкомитет Фонда, Комиссия по греческой культуре (Hellenic Cultural Commission), проводит активную работу по поддержанию изучения курса «Антиковедение» в университетах.
Фонд также финансирует образовательные программы, такие как «Путешествие в Грецию» и «Стажировки в Вашингтоне».

## Филантропия
Филантропия и волонтёрство — два прочных столпа организации. AHEPA вносит значительный вклад в поддержку местных районов, начиная от оказания чрезвычайной помощи при стихийных бедствиях до сбора средств на ликвидацию опасных для жизни заболеваний, находясь на переднем крае благотворительной деятельности.

## Гражданская ответственность
Организация обладает достаточно сильным голосом на различных ступенях власти. Имея свои отделения как в каждом крупном городе, так и в сельских районах Северной Америки, AHEPA доносит позицию греческого сообщества Америки до избранных им представителей на федеральном, штатном и местном уровнях, а также до дипломатических лидеров из числа греческой диаспоры. Это касается вопросов, связанных с Грецией, Кипром и Турцией. Кроме того, AHEPA также заинтересован в областях внутренней политики США, затрагивающих филантропические, общественные и общинные программы, в которых организация принимает активное участие.
AHEPA занимается просвещением сообщества по этим проблемам, организовывая семинары и конференции с участием экспертов из правительства США, ведущих «фабрик мысли» Вашингтона и делового мира.
Более того, AHEPA внимательно следит за процессами в Конгрессе США посредством оценочного инструмента «Congressional Scorecard», позволяющего квалифицировать вклад каждого его члена в греко-американские вопросы.

## Родовое (семейное) и индивидуальное совершенство
Орден AHEPA, вместе с тремя другими аффилированными организациями, образует Семейство AHEPA, функционирующее как единое целое в стремлении к выполнению общей миссии. За всю историю своего существования эти четыре организации совместно пожертвовали более $1 млрд на национальные проекты.

### Дочери Пенелопы
Основание организации «Дочери Пенелопы» (англ. Daughters of Penelope, сокр. DOP) в качестве женского филиала AHEPA стало реализацией мечты Александры Апостолидис. Её страстным желанием было создать женскую организацию, и благодаря своей настойчивости и содействию мужа, доктора Эмануила Апостолидиса, посвящённого в братство AHEPA, 16 ноября 1929 года она сформировала в городе Сан-Франциско (Калифорния) первое отделение с 25 членами-учредителями. В 1931 году Апостолидис была избрана первым Великим Президентом DOP.
Целями организации являются продвижение эллинизма, филантропия, образовательная деятельность, формирование гражданской ответственности, содействие в достижении родового (семейного) и индивидуального совершенства.
Стоит вне любых политических партий и не относится к какой-либо религиозной конфессии.
Одним из их главных достижений «Дочерей Пенелопы» является создание Дома Пенелопы, приюта для ставших жертвами домашнего насилия женщин в городе Мобил (Алабама). Это первый приют для подвергшихся побоям женщин и их детей в этом штате.
На сегодняшний день DOP играет важную роль в осуществлении филантропической, образовательной и культурной деятельности, имея местные отделения в США, Канаде, Греции и на Кипре.
Является первым объединением греческих женщин в США.

### Младшие вспомогательные структуры

#### Сыны Перикла
С самого начала членами AHEPA были греки-мужчины зрелого возраста. В последующие годы, 11 молодых греков, проникнутых духом своих предков, задумали создать Орден «Сыны Перикла» (англ. Sons of Pericles, сокр. SOP) с целью объединения греческой молодёжи, проживающей в Северной Америке, для того, чтобы никогда не терять связь с греческой культурой.
Организация была образована в 1926 году группой членов AHEPA из Манчестера (Нью-Гэмпшир). Учредителем являлся д-р Александр Камбадис, который оказал помощь новой, состоящей из юношей группе в налаживании контактов с другими организациями, а также с Орденом AHEPA. Своей целью он видел, как и «Сыны Перикла», прививание идеалов эллинизма молодёжи и их сохранение для будущих поколений. При участии некоторых представителей отделения Ордена AHEPA в городе Манчестер, эти молодые люди стали первыми членами Ордена под названием «Материнская Ложа Сынов Перикла».
Первое отделение взяло наименование «Отделение № 1 Куин Сити». Его первые офицеры были официально введены в должность 3 февраля 1926 года. В течение года, первый Национальный Съезд состоялся в городе Лоуэлл (Массачусетс) с участием 14-ти отделений в составе братства.
В 1928 году в Детройте (Мичиган) «Сыны» были официально признаны как Молодёжный Орден AHEPA.
В 1932 году, на проходившем в городе Акрон (Огайо) Национальном Съезде, Орден расширил сферу своего влияния до Монреаля (Канада), став тем самым первой международной греческой молодёжной организацией в мире.

#### Девы Афины
«Девы Афины» (англ. Maids of Athena, сокр. MOA) — это международная филантропическая организация. Учреждена 5 июля 1930 года как младшая женская вспомогательная структура Ордена AHEPA. Имеет свои отделения на территории США и в Канаде. «Девы» стремятся к достижению идеалов богини Афины, а также реализуют основную миссию AHEPA: эллинизм, сестричество, оказание помощи нуждающимся, гражданская позиция, семья и арете́ (греч. ἀρετή — добродетель, высокая нравственность, нравственная чистота).

## История
Братство AHEPA было основано 26 июля 1922 года в Атланте (Джорджия). Его первоначальная миссия состояла в продвижении имиджа греков в Америке, оказании им помощи в получении гражданства и ассимиляции в американскую культуру, а также в борьбе с предрассудками. После полной ассимиляции греческих американцев его миссия эволюционировала в сторону филантропии, образования, а также продвижения и сохранения национальной самобытности греков США и этнических греков других стран, где AHEPA имеет свои филиалы, таких как Австралия, Канада, Багамские Острова, а также Греция и Кипр.
Основателями братства были Николас Д. Котас, Джеймс Кэмпбелл, Спиро Дж. Стамос, Гарри Ангелопулос, Джордж А. Полос, Джон Ангелопулос, Джордж Кэмпбелл и Джеймс Власс. Все восьмеро проживали в городе Атланта, где и замыслили идею создания союза граждан, преимущественно греческого происхождения, хотя и не ограничиваясь лишь таковыми. Они же составляли первую Верховную ложу Ордена AHEPA.
Высшим должностным лицом организации является Верховный Президент. Со дня её основания этот пост занимало 64 человека.

### Бывшие Верховные Президенты
| № п/п | Верховный Президент    | Начало срока | Конец срока |
| ----- | ---------------------- | ------------ | ----------- |
| 1     | Николас Котас          | 1922         | 1923        |
| 2     | Джордж Димитер         | 1923         | 1924        |
| 3     | В. И. Кебитес          | 1924         | 1927        |
| 4     | Дин Алфанж             | 1927         | 1929        |
| 5     | Джордж Э. Филлис       | 1929         | 1931        |
| 6     | Харрис Дж. Бурас       | 1931         | 1934        |
| 7     | Ахиллес Кацонис        | 1934         | 1935        |
| 8     | В. И. Кебитес          | 1935         | 1940        |
| 9     | Ван А. Номикос         | 1940         | 1942        |
| 10    | Джордж К. Вурнас       | 1942         | 1945        |
| 11    | Харрис Дж. Бурас       | 1945         | 1947        |
| 12    | Уильям Хелис           | 1947         | 1949        |
| 13    | Джон Г. Фивос          | 1949         | 1951        |
| 14    | Питер Л. Белл          | 1951         | 1953        |
| 15    | Лео Дж. Ламберсон      | 1953         | 1954        |
| 16    | Стивен С. Скопас       | 1954         | 1956        |
| 17    | Джон Л. Манта          | 1956         | 1957        |
| 18    | К. П. Веринис          | 1957         | 1959        |
| 19    | Джордж Э. Лукас        | 1959         | 1960        |
| 20    | Николас Коффинас       | 1960         | 1962        |
| 21    | Джордж Дж. Марголис    | 1962         | 1963        |
| 22    | Джон Г. Плумидис       | 1963         | 1964        |
| 23    | Николас Дж. Чирикос    | 1964         | 1965        |
| 24    | Кимон А. Дукас         | 1965         | 1967        |
| 25    | Эндрю Фассеас          | 1967         | 1968        |
| 26    | Гас Керевас            | 1968         | 1969        |
| 27    | Луис Г. Манесиотис     | 1969         | 1971        |
| 28    | Сэм Накис              | 1971         | 1972        |
| 29    | Майкл М. Спиртос       | 1972         | 1973        |
| 30    | Уильям П. Цаффарас     | 1973         | 1974        |
| 31    | Уильям Г. Кирготис     | 1974         | 1976        |
| 32    | Ксенофон К. Микруцикос | 1976         | 1977        |
| 33    | Питер Н. Дерзис        | 1977         | 1978        |

| № п/п | Верховный Президент   | Начало срока | Конец срока |
| ----- | --------------------- | ------------ | ----------- |
| 34    | Питер В. Паулус       | 1978         | 1979        |
| 35    | Ник Смирнис           | 1979         | 1981        |
| 36    | Густав Коффинас       | 1981         | 1982        |
| 37    | Питер Кучалакос       | 1982         | 1983        |
| 38    | Питер Х. Кардигис     | 1983         | 1984        |
| 39    | Клео Н. Замбетис      | 1984         | 1985        |
| 40    | Джордж П. Габриэл     | 1985         | 1986        |
| 41    | Джон Г. Плумидис      | 1986         | 1987        |
| 42    | Николас Л. Страйк     | 1987         | 1988        |
| 43    | А. Стив Бедзелос      | 1988         | 1989        |
| 44    | Чарльз П. Цаффарас    | 1989         | 1990        |
| 45    | Джеймс С. Скофилд     | 1990         | 1991        |
| 46    | Джон Т. Паппас        | 1991         | 1992        |
| 47    | Гас А. Константин     | 1992         | 1993        |
| 48    | Джон Н. Иконому       | 1993         | 1994        |
| 49    | Чарльз М. Джорджсон   | 1994         | 1995        |
| 50    | Спиро Дж. Макрис      | 1995         | 1997        |
| 51    | Стив А. Манта         | 1997         | 1998        |
| 52    | Ли Джордж Раллис      | 1998         | 1999        |
| 53    | Джордж Дж. Дариотис   | 1999         | 2000        |
| 54    | Джонни Н. Иконому     | 2000         | 2001        |
| 55    | Эндрю Т. Банис        | 2001         | 2002        |
| 56    | Джеймс Ф. Димитриу    | 2002         | 2003        |
| 57    | А. Джек Георгалас     | 2003         | 2004        |
| 58    | Франклин Р. Маниос    | 2004         | 2005        |
| 59    | Гас Дж. Джеймс II     | 2005         | 2007        |
| 60    | Айк Гулас             | 2007         | 2009        |
| 61    | Николас А. Каракостас | 2009         | 2011        |
| 62    | Джон Гроссоманидис    | 2011         | 2013        |
| 63    | Энтони Кузунис        | 2013         | 2014        |
| 64    | Филлип Т. Франгос     | 2014         | 2015        |
| 65    | Джон Галанис          | 2015         | 2016        |
| 66    | Эндрю К. Захариадис   | 2016         | 2017        |
| 67    | Карл Холлистер        | 2017         | 2018        |
| 68    | Джордж Э. Лукас       | 2018         | 2019        |

## Организация
Первоначально Орден AHEPA был организован в форме лож, аналогичных тем, что лежат в основе структуры многих масонских организаций. Местные территориальные единицы назывались «Подчинёнными Ложами», а структуры на уровне штатов и территорий имели название «Верховные Ложи». В настоящее время местные группы называются «Отделениями», а региональные организации — «Округами». Национальная структура по-прежнему называется «Верховной Ложей», как и все её офицеры имеют приставку «Верховный» перед соответствующим титулом (Верховный Президент, Верховный Казначей и т. д.).
Орден AHEPA имеет более 400 отделений по всей территории США, Канады и Европы. Кроме того, отделения подчиняются 28 различным округам, которые, в свою очередь, находятся в подчинении Верховной Ложи и Штаб-квартиры, расположенной в Вашингтоне (округ Колумбия).

### Отделения 1—100
| Отделение | Город (штат)                       | Дата основания   |
| --------- | ---------------------------------- | ---------------- |
| A001      | Атланта (Джорджия)                 | 24 августа 1922  |
| A002      | Шарлотт (Северная Каролина)        | 11 сентября 1922 |
| A003      | Бирмингем (Алабама)                | 18 декабря 1922  |
| A004      | Чарлстон (Южная Каролина)          | 22 января 1923   |
| A005      | Саванна (Джорджия)                 | 31 января 1923   |
| A006      | Джэксонвилл (Флорида)              | 12 февраля 1923  |
| A007      | Мемфис (Теннесси)                  | 1 марта 1923     |
| A008      | Шривпорт (Луизиана)                | 15 августа 1923  |
| A009      | Фейетвилл (Северная Каролина)      | 16 мая 1923      |
| A010      | Роли (Северная Каролина)           | 10 сентября 1923 |
| A011      | Уилсон (Северная Каролина)         | 10 сентября 1923 |
| A012      | Тампа (Флорида)                    | 20 июня 1923     |
| A013      | Талса (Оклахома)                   | 13 мая 1923      |
| A014      | Майами (Флорида)                   | 10 сентября 1923 |
| A015      | Сент-Питерсберг (Флорида)          | 20 июня 1923     |
| A016      | Тарпон-Спрингс (Флорида)           | 20 июня 1923     |
| A017      | Сент-Огастин (Флорида)             | 20 июня 1923     |
| A018      | Уэст-Палм-Бич (Флорида)            | 20 июня 1923     |
| A019      | Форт-Уэрт (Техас)                  | 30 августа 1923  |
| A020      | Даллас (Техас)                     | 12 мая 1923      |
| A021      | Форт-Смит (Арканзас)               | 5 июня 1923      |
| A022      | Эль-Дорадо (Арканзас)              | 6 июня 1923      |
| A023      | Монтгомери (Алабама)               | 12 декабря 1923  |
| A024      | Бостон (Массачусетс)               | 24 сентября 1923 |
| A025      | Лонг-Айленд-Сити (Нью-Йорк)        | 15 августа 1923  |
| A026      | Филадельфия (Пенсильвания)         | 20 сентября 1923 |
| A027      | Маскоги (Оклахома)                 | 15 августа 1923  |
| A028      | Ашвилл (Северная Каролина)         | 21 августа 1923  |
| A029      | Хьюстон (Техас)                    | 30 августа 1923  |
| A030      | Балтимор (Мэриленд)                | 5 октября 1923   |
| A031      | Вашингтон (округ Колумбия)         | 3 декабря 1923   |
| A032      | Уинстон-Сейлем (Северная Каролина) | 9 октября 1923   |
| A033      | Джонстаун (Пенсильвания)           | 2 декабря 1923   |
| A034      | Питтсбург (Пенсильвания)           | 14 декабря 1923  |

| Отделение | Город (штат)               | Дата основания   |
| --------- | -------------------------- | ---------------- |
| A035      | Нашуа (Нью-Гэмпшир)        | 26 декабря 1923  |
| A036      | Кливленд (Огайо)           | 14 января 1924   |
| A037      | Сиракьюс (Нью-Йорк)        | 22 января 1924   |
| A038      | Бруклайн (Массачусетс)     | 16 января 1924   |
| A039      | Хейверилл (Массачусетс)    | 25 января 1924   |
| A040      | Детройт (Мичиган)          | 2 февраля 1924   |
| A041      | Бруклин (Нью-Йорк)         | 29 февраля 1924  |
| A042      | Нью-Йорк (Нью-Йорк)        | 11 июня 1924     |
| A043      | Милуоки (Висконсин)        | 17 марта 1924    |
| A044      | Манчестер (Нью-Гэмпшир)    | 18 апреля 1924   |
| A045      | отсутствует                | отсутствует      |
| A046      | Чикаго (Иллинойс)          | 9 октября 1925   |
| A047      | Лоренс (Массачусетс)       | 16 мая 1924      |
| A048      | Уотербери (Коннектикут)    | 23 апреля 1924   |
| A049      | Фон-дю-Лак (Висконсин)     | 20 октября 1924  |
| A050      | Линн (Массачусетс)         | 2 июня 1924      |
| A051      | Йонкерс (Нью-Йорк)         | 4 сентября 1924  |
| A052      | Юнион (Нью-Джерси)         | 9 декабря 1924   |
| A053      | Сент-Луис (Миссури)        | 24 сентября 1924 |
| A054      | Парамес (Нью-Джерси)       | 17 сентября 1924 |
| A055      | Уилкс-Барре (Пенсильвания) | 23 ноября 1924   |
| A056      | Истон (Пенсильвания)       | 15 февраля 1925  |
| A057      | Броктон (Массачусетс)      | 25 января 1925   |
| A058      | Хартфорд (Коннектикут)     | 8 февраля 1925   |
| A059      | Кантон (Огайо)             | 17 января 1925   |
| A060      | Аллентаун (Пенсильвания)   | 14 апреля 1925   |
| A061      | Рединг (Пенсильвания)      | 16 апреля 1925   |
| A062      | Бриджпорт (Коннектикут)    | 5 апреля 1925    |
| A063      | Акрон (Огайо)              | 26 марта 1925    |
| A064      | Гаррисберг (Пенсильвания)  | 4 июня 1925      |
| A065      | Бетлехем (Пенсильвания)    | 29 апреля 1925   |
| A066      | Миннеаполис (Миннесота)    | 21 апреля 1925   |
| A067      | Рочестер (Нью-Йорк)        | 19 мая 1925      |
| A068      | Уилинг (Западная Виргиния) | 5 апреля 1925    |

| Отделение | Город (штат)                   | Дата основания   |
| --------- | ------------------------------ | ---------------- |
| A069      | Черри-Хилл (Нью-Джерси)        | 30 июля 1925     |
| A070      | отсутствует                    | отсутствует      |
| A071      | Ланкастер (Пенсильвания)       | 2 июня 1925      |
| A072      | Трентон (Нью-Джерси)           | 23 июня 1925     |
| A073      | Канзас-Сити (Миссури)          | 22 июня 1925     |
| A074      | Массиллон (Огайо)              | 10 июня 1926     |
| A075      | Нью-Брансуик (Нью-Джерси)      | 26 июня 1925     |
| A076      | Санбери (Пенсильвания)         | 1 июня 1925      |
| A077      | Бингемтон (Нью-Йорк)           | 12 июля 1925     |
| A078      | Гэри/Мерриллвилл (Индиана)     | 11 августа 1925  |
| A079      | Честер (Пенсильвания)          | 10 сентября 1925 |
| A080      | Вустер (Массачусетс)           | 19 апреля 1925   |
| A081      | Форт-Уэйн (Индиана)            | 6 декабря 1925   |
| A082      | Портленд (Мэн)                 | 20 декабря 1925  |
| A083      | Ричмонд (Виргиния)             | 20 декабря 1925  |
| A084      | Скрантон (Пенсильвания)        | 18 декабря 1925  |
| A085      | Чикопи (Массачусетс)           | 20 мая 1925      |
| A086      | Джамейка (Нью-Йорк)            | 4 января 1926    |
| A087      | Нью-Касл (Пенсильвания)        | 11 января 1926   |
| A088      | Уоррен (Огайо)                 | 12 января 1926   |
| A089      | Янгстаун (Огайо)               | 24 октября 1926  |
| A090      | Данбери (Коннектикут)          | 22 января 1926   |
| A091      | Буффало (Нью-Йорк)             | 15 января 1926   |
| A092      | Стьюбенвилл (Огайо)            | 28 января 1926   |
| A093      | Чикаго (Иллинойс)              | 25 января 1926   |
| A094      | Чикаго (Иллинойс)              | 24 января 1926   |
| A095      | Уилмингтон (Делавэр)           | 14 февраля 1926  |
| A096      | Кларксберг (Западная Виргиния) | 7 марта 1926     |
| A097      | Лонг-Айленд-Сити (Нью-Йорк)    | 2 февраля 1926   |
| A098      | Нью-Хейвен (Коннектикут)       | 5 марта 1926     |
| A099      | Стамфорд (Коннектикут)         | 5 марта 1926     |
| A100      | Саут-Бенд (Индиана)            | 25 апреля 1926   |

### Отделения 101—200
| Отделение | Город (штат)                   | Дата основания   |
| --------- | ------------------------------ | ---------------- |
| A101      | Нью-Бедфорд (Массачусетс)      | 28 марта 1926    |
| A102      | Лоуэлл (Массачусетс)           | 25 марта 1926    |
| A103      | Уиртон (Западная Виргиния)     | 9 мая 1926       |
| A104      | Ок-Парк (Иллинойс)             | 5 мая 1926       |
| A105      | Марлборо (Массачусетс)         | 16 апреля 1926   |
| A106      | Провиденс (Род-Айленд)         | 30 мая 1926      |
| A107      | Эри (Пенсильвания)             | 11 июня 1926     |
| A108      | Джерси-Сити (Нью-Джерси)       | 19 июля 1926     |
| A109      | Тамакуа/Хейзлтон               | 8 августа 1926   |
| A110      | Норуич (Коннектикут)           | 1 августа 1926   |
| A111      | Элмайра (Нью-Йорк)             | 23 июня 1926     |
| A112      | Питсфилд (Массачусетс)         | 1 августа 1926   |
| A113      | Дейтон (Огайо)                 | 26 ноября 1926   |
| A114      | Плейнфилд (Нью-Джерси)         | 26 августа 1926  |
| A115      | Ньюберг (Нью-Йорк)             | 16 августа 1926  |
| A116      | Юнионтаун (Пенсильвания)       | 17 ноября 1926   |
| A117      | Нью-Бритен (Коннектикут)       | 29 сентября 1926 |
| A118      | Толидо (Огайо)                 | 10 октября 1926  |
| A119      | Пибоди (Массачусетс)           | 3 октября 1926   |
| A120      | Молин (Иллинойс)               | 8 декабря 1926   |
| A121      | Потакет (Род-Айленд)           | 7 ноября 1927    |
| A122      | Норфолк (Виргиния)             | 2 ноября 1926    |
| A123      | Хаммонд (Индиана)              | 14 октября 1926  |
| A124      | Моргантаун (Западная Виргиния) | 21 ноября 1926   |
| A125      | Скенектади (Нью-Йорк)          | 22 ноября 1926   |
| A126      | Мериден (Коннектикут)          | 27 ноября 1926   |
| A127      | Цинциннати (Огайо)             | 3 декабря 1926   |
| A128      | Льюистон (Мэн)                 | 28 ноября 1926   |
| A129      | Луисвилл (Кентукки)            | 17 января 1927   |
| A130      | Ансония (Коннектикут)          | неизвестно       |
| A131      | Джолиет (Иллинойс)             | 26 января 1927   |
| A132      | Блуфилд (Западная Виргиния)    | 16 февраля 1927  |
| A133      | Новый Орлеан (Луизиана)        | 21 февраля 1927  |
| A134      | Линчберг (Виргиния)            | 14 февраля 1927  |

| Отделение | Город (штат)                | Дата основания   |
| --------- | --------------------------- | ---------------- |
| A135      | Понтиак (Мичиган)           | 20 марта 1927    |
| A136      | Уотертаун (Нью-Йорк)        | 14 марта 1926    |
| A137      | Роанок (Виргиния)           | 26 марта 1927    |
| A138      | Фолл-Ривер (Массачусетс)    | 5 апреля 1927    |
| A139      | Колумбус (Огайо)            | 15 мая 1927      |
| A140      | Олбани (Нью-Йорк)           | 10 марта 1927    |
| A141      | Флинт (Мичиган)             | 29 апреля 1927   |
| A142      | Лансинг (Мичиган)           | 1 мая 1927       |
| A143      | Ютика (Нью-Йорк)            | 1 мая 1927       |
| A144      | Лорейн (Огайо)              | 7 июня 1927      |
| A145      | Денвер (Колорадо)           | 22 июля 1927     |
| A146      | Солт-Лейк-Сити (Юта)        | 23 января 1928   |
| A147      | Омаха (Небраска)            | 18 июля 1927     |
| A148      | Йорквилл (Огайо)            | 14 августа 1927  |
| A149      | отсутствует                 | отсутствует      |
| A150      | Сан-Франциско (Калифорния)  | 8 августа 1927   |
| A151      | Фресно (Калифорния)         | 4 августа 1927   |
| A152      | Лос-Анджелес (Калифорния)   | 19 августа 1927  |
| A154      | Сакраменто (Калифорния)     | 1 января 1927    |
| A155      | Хопуэлл (Виргиния)          | 4 января 1928    |
| A156      | Канонсберг (Пенсильвания)   | 20 января 1928   |
| A157      | Ист-Чикаго (Индиана)        | 1 декабря 1927   |
| A158      | Покипси (Нью-Йорк)          | 11 декабря 1927  |
| A159      | Каспер (Вайоминг)           | 15 января 1928   |
| A160      | Колорадо-Спрингс (Колорадо) | 21 января 1928   |
| A161      | Орландо (Флорида)           | 20 января 1928   |
| A162      | Вайнленд (Нью-Джерси)       | 7 марта 1928     |
| A163      | Детройт (Мичиган)           | 10 марта 1928    |
| A164      | Белойт (Висконсин)          | 27 марта 1928    |
| A165      | Пароход «Синая»*            | экскурсия        |
| A166      | Линкольн (Небраска)         | 18 сентября 1928 |
| A167      | Гранд-Айленд (Небраска)     | 5 апреля 1928    |
| A168      | Бриджпорт (Небраска)        | 26 ноября 1928   |
| A169      | Атлантик-Сити (Нью-Джерси)  | 2 апреля 1928    |

| Отделение | Город (штат)             | Дата основания   |
| --------- | ------------------------ | ---------------- |
| A170      | Хемпстед (Нью-Йорк)      | 10 мая 1928      |
| A171      | Окленд (Калифорния)      | 5 июля 1928      |
| A172      | Тринидад (Колорадо)      | 1 мая 1928       |
| A173      | Уолсенберг (Колорадо)    | 12 июля 1928     |
| A174      | Альбукерке (Нью-Мексико) | 1 мая 1928       |
| A175      | Бронкс (Нью-Йорк)        | 22 мая 1928      |
| A176      | Уоберн (Массачусетс)     | 11 мая 1928      |
| A177      | Сиэтл (Вашингтон)        | 22 июня 1928     |
| A178      | Такома (Вашингтон)       | 10 июня 1928     |
| A179      | Абердин (Вашингтон)      | 12 сентября 1928 |
| A180      | Спокан (Вашингтон)       | 26 мая 1928      |
| A181      | Рок-Спрингс (Вайоминг)   | 27 июля 1928     |
| A182      | Грин-Ривер (Вайоминг)    | 28 мая 1928      |
| A183      | Бингем-Каньон (Юта)      | 31 марта 1928    |
| A184      | Огден (Юта)              | 19 июля 1928     |
| A185      | Прайс (Юта)              | 16 декабря 1928  |
| A186      | Нью-Йорк (Нью-Йорк)      | 17 мая 1928      |
| A187      | Уичито (Канзас)          | 1 июля 1928      |
| A188      | Эли (Невада)             | 24 июня 1928     |
| A189      | Спрингфилд (Иллинойс)    | 11 августа 1928  |
| A190      | Су-Фолс (Южная Дакота)   | 26 июля 1928     |
| A191      | Су-Сити (Айова)          | 24 июля 1928     |
| A192      | Де-Мойн (Айова)          | 31 июля 1928     |
| A193      | Уэстминстер (Мэриленд)   | 3 сентября 1928  |
| A194      | Сидар-Рапидс (Айова)     | 22 сентября 1928 |
| A195      | Анн-Арбор (Мичиган)      | 15 октября 1928  |
| A196      | Гранд-Рапидс (Мичиган)   | 4 ноября 1928    |
| A197      | Эль-Сентро (Калифорния)  | 4 марта 1928     |
| A198      | Андерсон (Индиана)       | 11 ноября 1928   |
| A199      | Каламазу (Мичиган)       | 11 ноября 1928   |
| A200      | Бруклин (Нью-Йорк)       | 22 ноября 1928   |

*отделение было создано на судне во время экскурсии

### Отделения 201—300
| Отделение | Город (штат)                    | Дата основания  |
| --------- | ------------------------------- | --------------- |
| A201      | Шампейн (Иллинойс)              | 11 ноября 1928  |
| A202      | Ок-Брук (Иллинойс)              | 18 ноября 1928  |
| A203      | Чикаго (Иллинойс)               | 28 ноября 1928  |
| A204      | Эванстон (Иллинойс)             | 18 ноября 1928  |
| A205      | Чикаго (Иллинойс)               | 5 ноября 1928   |
| A206      | Бьютт (Монтана)                 | 16 декабря 1928 |
| A207      | Мейсон-Сити (Айова)             | 5 декабря 1928  |
| A208      | Форт-Додж (Айова)               | 16 декабря 1928 |
| A209      | Мидлтаун (Огайо)                | 16 декабря 1928 |
| A210      | Манси (Индиана)                 | 17 февраля 1929 |
| A211      | Шайенн (Вайоминг)               | 19 февраля 1929 |
| A212      | Стоктон (Калифорния)            | 3 марта 1929    |
| A213      | Маскигон (Мичиган)              | 3 февраля 1929  |
| A214      | Батл-Крик (Мичиган)             | 12 марта 1929   |
| A215      | Портсмут (Нью-Гэмпшир)          | 24 марта 1929   |
| A216      | Сагино (Мичиган)                | 4 апреля 1929   |
| A217      | Вальехо (Калифорния)            | 28 марта 1929   |
| A218      | Уокиган (Иллинойс)              | 21 марта 1929   |
| A219      | Скоттсдейл (Аризона)            | 24 апреля 1929  |
| A220      | Вентура (Калифорния)            | 30 апреля 1929  |
| A221      | Теплоход «Vulcania» (экскурсия) | 1929            |
| A222      | Уотерлу (Айова)                 | 26 мая 1929     |
| A223      | Сан-Диего (Калифорния)          | 19 апреля 1929  |
| A224      | Бейкерсфилд (Калифорния)        | 26 мая 1929     |
| A225      | Чикаго-Хайтс (Иллинойс)         | 2 июня 1929     |
| A226      | Филадельфия (Пенсильвания)      | 3 июня 1929     |
| A227      | Кокомо (Индиана)                | 16 июня 1929    |
| A228      | Мэрисвилл (Калифорния)          | 14 июня 1929    |
| A229      | Грейт-Фолс (Монтана)            | 23 июня 1929    |
| A230      | Рочестер (Миннесота)            | 14 июня 1929    |
| A231      | Розвилл (Калифорния)            | 11 июля 1929    |
| A232      | Индианаполис (Индиана)          | 20 июня 1929    |
| A233      | Сан-Педро (Калифорния)          | 23 июня 1929    |
| A234      | Пеория (Иллинойс)               | 14 июля 1929    |

| Отделение | Город (штат)                  | Дата основания   |
| --------- | ----------------------------- | ---------------- |
| A235      | Сан-Франциско (Калифорния)    | 17 июля 1929     |
| A236      | Вашингтон (округ Колумбия)    | 29 апреля 1929   |
| A237      | Биллингс (Монтана)            | 24 июня 1929     |
| A238      | Покателло (Айдахо)            | 15 июля 1929     |
| A239      | Мизула (Монтана)              | 11 июля 1929     |
| A240      | Оклахома-Сити (Оклахома)      | 28 июля 1929     |
| A241      | Ньюпорт-Ньюс (Виргиния)       | 24 августа 1929  |
| A242      | Гринвилл (Южная Каролина)     | 19 сентября 1929 |
| A243      | Санта-Барбара (Калифорния)    | 17 октября 1929  |
| A244      | Ратленд (Вермонт)             | 15 декабря 1929  |
| A245      | Ньюпорт (Род-Айленд)          | 24 ноября 1929   |
| A246      | Модесто (Калифорния)          | 24 ноября 1929   |
| A247      | Спрингфилд (Огайо)            | 19 декабря 1929  |
| A248      | Довер (Нью-Гэмпшир)           | 13 октября 1929  |
| A249      | Абердин (Южная Дакота)        | 6 июня 1930      |
| A250      | Нью-Лондон (Коннектикут)      | 16 февраля 1930  |
| A251      | Сан-Хосе (Калифорния)         | 16 февраля 1930  |
| A252      | Сако (Мэн)                    | 16 апреля 1930   |
| A253      | Салинас (Калифорния)          | 23 марта 1930    |
| A254      | Бойсе (Айдахо)                | 5 мая 1930       |
| A255      | Беллингхем (Вашингтон)        | 29 марта 1930    |
| A256      | Эверетт (Вашингтон)           | 29 марта 1930    |
| A257      | Гринсборо (Северная Каролина) | 23 апреля 1930   |
| A258      | Лексингтон (Кентукки)         | 22 июня 1930     |
| A259      | Питтсбург (Калифорния)        | 24 июня 1930     |
| A260      | Чикаго (Иллинойс)             | 28 мая 1930      |
| A261      | Дубьюк (Айова)                | 4 июня 1930      |
| A262      | Чехалис (Вашингтон)           | 24 мая 1930      |
| A263      | Веначи (Вашингтон)            | 28 декабря 1930  |
| A264      | Санта-Фе (Нью-Мексико)        | 25 июня 1930     |
| A265      | Галлап (Нью-Мексико)          | 27 июня 1930     |
| A266      | Фичберг (Массачусетс)         | 16 июля 1930     |
| A267      | Дулут (Миннесота)             | 27 июля 1930     |
| A268      | Спартанберг (Южная Каролина)  | 9 июня 1991      |

| Отделение | Город (штат)              | Дата основания   |
| --------- | ------------------------- | ---------------- |
| A269      | Юрика (Калифорния)        | 24 августа 1930  |
| A270      | Сент-Пол (Миннесота)      | 17 октября 1930  |
| A271      | Бангор (Мэн)              | 2 ноября 1930    |
| A272      | Порт-Анджелес (Вашингтон) | 15 декабря 1930  |
| A273      | Эль-Пасо (Техас)          | 14 декабря 1930  |
| A274      | Шеридан (Вайоминг)        | 2 апреля 1931    |
| A275      | Тусон (Аризона)           | 23 марта 1931    |
| A276      | Галвестон (Техас)         | 5 апреля 1931    |
| A277      | Дарем (Северная Каролина) | 13 мая 1931      |
| A278      | Кин (Нью-Гэмпшир)         | 24 мая 1931      |
| A279      | Фарго (Северная Дакота)   | 30 мая 1931      |
| A280      | Уэстфилд (Нью-Джерси)     | 26 июня 1931     |
| A281      | Рино (Невада)             | 17 июня 1931     |
| A282      | Салида (Колорадо)         | неизвестно       |
| A283      | Джэксон (Миссисипи)       |                  |
| A284      | Колумбия (Южная Каролина) | 8 июня 1931      |
| A285      | Тенафлай (Нью-Джерси)     | 27 августа 1931  |
| A286      | Рива (Мэриленд)           | 27 сентября 1931 |
| A287      | Асбери-Парк (Нью-Джерси)  | 29 октября 1931  |
| A288      | Перт-Амбой (Нью-Джерси)   | 10 января 1931   |
| A289      | Кантон (Огайо)            | 2 апреля 1933    |
| A290      | Фредериксберг (Виргиния)  | 4 июня 1933      |
| A291      | Су-Сент-Мари (Мичиган)    | 12 октября 1933  |
| A292      | Бентон-Харбор (Мичиган)   | 29 октября 1933  |
| A293      | Джэксон (Мичиган)         | 5 ноября 1933    |
| A294      | Маркетт (Мичиган)         | 14 февраля 1934  |
| A295      | Портсмут (Огайо)          | 11 марта 1934    |
| A296      | Пенсакола (Флорида)       | 13 апреля 1934   |
| A297      | Данвилл (Виргиния)        | 15 апреля 1934   |
| A298      | Эндикотт (Нью-Йорк)       | 22 апреля 1934   |
| A299      | Якима (Вашингтон)         | 22 июля 1934     |
| A300      | Рендольф (Нью-Джерси)     | 12 августа 1934  |

### Отделения 301—400
| Отделение | Город (штат)                   | Дата основания  |
| --------- | ------------------------------ | --------------- |
| A301      | Камберленд (Мэриленд)          | 9 декабря 1934  |
| A302      | Сан-Бернардино (Калифорния)    | 3 февраля 1935  |
| A303      | Мансфилд (Огайо)               | 9 апреля 1935   |
| A304      | Олтон (Иллинойс)               | 18 мая 1942     |
| A305      | Кеймбридж (Огайо)              | 22 марта 1936   |
| A306      | Трой (Нью-Йорк)                | 15 июня 1937    |
| A307      | Хантингтон (Западная Виргиния) | 3 октября 1937  |
| A308      | Уэллсвилл (Нью-Йорк)           | 21 ноября 1937  |
| A309      | Чарлстон (Западная Виргиния)   | 28 ноября 1937  |
| A310      | Мобил (Алабама)                | 4 февраля 1938  |
| A311      | Сан-Антонио (Техас)            | 15 февраля 1938 |
| A312      | Остин (Техас)                  | 15 января 1938  |
| A313      | Солт-Лейк-Сити (Юта)           | 30 января 1938  |
| A314      | Лас-Вегас (Невада)             | 15 мая 1938     |
| A315      | Чикаго (Иллинойс)              | 2 мая 1938      |
| A316      | Харви (Иллинойс)               | 8 августа 1938  |
| A317      | Таллахасси (Флорида)           | 31 июля 1938    |
| A318      | Голливуд (Калифорния)          | 18 декабря 1938 |
| A319      | Саунд-Бич (Нью-Йорк)           | 16 декабря 1938 |
| A320      | Куинси (Иллинойс)              | 8 января 1939   |
| A321      | Оттава (Иллинойс)              | 19 февраля 1939 |
| A322      | Йорк (Пенсильвания)            | 28 мая 1939     |
| A323      | Чикаго (Иллинойс)              | 22 июня 1939    |
| A324      | Солт-Лейк-Сити (Юта)           | 4 апреля 1939   |
| A325      | Рокфорд (Иллинойс)             | 10 июля 1939    |
| A326      | Флашинг (Нью-Йорк)             | 4 декабря 1939  |
| A327      | Гленс-Фолс (Нью-Йорк)          | 13 июня 1940    |
| A328      | Уэйко (Техас)                  | 15 января 1940  |
| A329      | Тексаркана (Техас)             | 4 января 1940   |
| A330      | Нью-Кенсингтон (Пенсильвания)  | 20 марта 1940   |
| A331      | Фредерик/Дакона (Колорадо)     | 12 мая 1940     |
| A332      | Орора (Иллинойс)               | 18 апреля 1943  |
| A333      | Сан-Анджело (Техас)            | 11 июня 1940    |
| A334      | Чикаго (Иллинойс)              | 8 августа 1944  |

| Отделение | Город (штат)                    | Дата основания  |
| --------- | ------------------------------- | --------------- |
| A335      | Детройт (Мичиган)               | 17 мая 1942     |
| A336      | Бирмингем (Алабама)             | 18 июля 1944    |
| A337      | Саммит (Иллинойс)               | 18 марта 1945   |
| A338      | Хот-Спрингс (Арканзас)          | 29 апреля 1945  |
| A339      | Бомонт (Техас)                  | 29 июля 1945    |
| A340      | Паркерсберг (Западная Виргиния) | 27 декабря 1945 |
| A341      | Корпус-Кристи (Техас)           | 20 февраля 1946 |
| A342      | Лонг-Бич (Калифорния)           | 16 июня 1946    |
| A343      | Нашвилл (Теннесси)              | 26 мая 1946     |
| A344      | Джэксон (Миссисипи)             | 4 июня 1946     |
| A345      | Канкаки (Иллинойс)              | 25 июля 1946    |
| A346      | Ноксвилл (Теннесси)             | 1 августа 1946  |
| A347      | Монро (Луизиана)                | 29 июля 1946    |
| A348      | Чикаго (Иллинойс)               | 9 декабря 1946  |
| A349      | Статен-Айленд (Нью-Йорк)        | 21 апреля 1947  |
| A350      | Чикаго (Иллинойс)               | 5 марта 1947    |
| A351      | Чикаго (Иллинойс)               | 13 марта 1947   |
| A352      | Сомервилл (Массачусетс)         | 6 апреля 1947   |
| A353      | Чикаго (Иллинойс)               | 10 апреля 1947  |
| A354      | Нью-Йорк (Нью-Йорк)             | 26 июня 1947    |
| A355      | Литл-Рок (Арканзас)             | 3 августа 1947  |
| A356      | Клируотер (Флорида)             | 14 декабря 1947 |
| A357      | Ньюберипорт (Массачусетс)       | 3 октября 1948  |
| A358      | Чаттануга (Теннесси)            | 24 октября 1948 |
| A359      | Лайма (Огайо)                   | 21 ноября 1948  |
| A360      | Денвер (Колорадо)               | 2 мая 1949      |
| A361      | Ок-Крик (Колорадо)              | 10 апреля 1949  |
| A362      | Клинтон (Массачусетс)           | 13 ноября 1949  |
| A363      | Амарилло (Техас)                | 18 октября 1949 |
| A364      | Балтимор (Мэриленд)             | 28 декабря 1949 |
| A365      | Алтуна (Пенсильвания)           | 19 января 1950  |
| A366      | Конкорд (Нью-Гэмпшир)           | 5 февраля 1950  |
| A367      | Нью-Йорк (Нью-Йорк)             | 1 февраля 1950  |
| A368      | Хай-Пойнт (Северная Каролина)   | 5 февраля 1950  |

| Отделение | Город (штат)              | Дата основания  |
| --------- | ------------------------- | --------------- |
| A369      | Мадисон (Висконсин)       | 17 марта 1974   |
| A370      | Алегзандрия (Виргиния)    | 13 февраля 1950 |
| A371      | Детройт (Мичиган)         | 12 марта 1950   |
| A372      | Оверленд-Парк (Канзас)    | 14 апреля 1950  |
| A373      | Пасадина (Калифорния)     | 23 апреля 1950  |
| A374      | Дирборн (Мичиган)         | 12 марта 1950   |
| A375      | Ориндж (Нью-Джерси)       | 31 мая 1950     |
| A376      | Уэбстер (Массачусетс)     | 11 июня 1950    |
| A377      | Расин (Висконсин)         | 15 июня 1950    |
| A378      | Сент-Джозеф (Миссури)     | 28 июня 1950    |
| A379      | Анкоридж (Аляска)         | 30 июня 1950    |
| A380      | Чикаго (Иллинойс)         | 25 мая 1950     |
| A381      | Гейнсвилл (Флорида)       | 11 марта 1951   |
| A382      | Глостер (Массачусетс)     | 8 апреля 1951   |
| A383      | Силвер-Спринг (Мэриленд)  | 17 июня 1950    |
| A384      | Орора (Колорадо)          | 20 мая 1951     |
| A385      | Денвер (Колорадо)         | 6 июля 1951     |
| A386      | Сент-Джеймс (Нью-Йорк)    | 1 апреля 1953   |
| A387      | Норуолк (Коннектикут)     | 25 июня 1953    |
| A388      | Гленвью (Иллинойс)        | 20 декабря 1953 |
| A389      | Роки-Ривер (Огайо)        | 27 декабря 1953 |
| A390      | Эвергрин-Парк (Иллинойс)  | 1 апреля 1954   |
| A391      | Линкольн-Парк (Мичиган)   | 5 декабря 1954  |
| A392      | Сан-Матео (Калифорния)    | 18 декабря 1955 |
| A393      | Данвилл (Иллинойс)        | 3 февраля 1957  |
| A394      | Форт-Лодердейл (Флорида)  | 23 апреля 1947  |
| A395      | Сент-Луис (Миссури)       | 9 ноября 1958   |
| A396      | Чикаго (Иллинойс)         | 22 декабря 1953 |
| A397      | Хиббинг (Миннесота)       | 12 января 1959  |
| A398      | Майнот (Северная Дакота)  | 5 июня 1960     |
| A399      | Гранд-Джанкшен (Колорадо) | 1 июля 1960     |
| A400      | Эмбридж (Пенсильвания)    | 13 марта 1960   |

### Отделения 401—500
| Отделение | Город (штат)                   | Дата основания   |
| --------- | ------------------------------ | ---------------- |
| A401      | Мелборн (Флорида)              | 22 апреля 1961   |
| A402      | Корал-Гейблс (Флорида)         | 6 сентября 1961  |
| A403      | Ридж/Маспет (Нью-Йорк)         | 22 сентября 1961 |
| A404      | Ривердейл (Нью-Йорк)           | 22 сентября 1961 |
| A405      | Нью-Рошелл (Нью-Йорк)          | 27 сентября 1961 |
| A406      | Уотертаун (Массачусетс)        | 15 октября 1961  |
| A407      | Огаста (Джорджия)              | 10 декабря 1961  |
| A408      | Уилмингтон (Северная Каролина) | 14 декабря 1961  |
| A409      | Форт-Пирс (Флорида)            | 14 января 1962   |
| A410      | Дейтона-Бич (Флорида)          | 16 января 1962   |
| A411      | Анахайм (Калифорния)           | 22 февраля 1962  |
| A412      | Сан-Фернандо (Калифорния)      | 27 февраля 1962  |
| A413      | Кэмпбелл (Огайо)               | 1 апреля 1962    |
| A414      | Фаррелл (Пенсильвания)         | 2 апреля 1962    |
| A415      | Верона (Пенсильвания)          | 5 апреля 1967    |
| A416      | Бабилон (Нью-Йорк)             | 30 апреля 1962   |
| A417      | Пассейик (Нью-Джерси)          | 4 мая 1962       |
| A418      | Дэниелсон (Коннектикут)        | 14 мая 1962      |
| A419      | Ипсуич (Массачусетс)           | 17 мая 1962      |
| A420      | Фэрфилд (Алабама)              | 30 октября 1962  |
| A421      | Норт-Майами (Флорида)          | 16 декабря 1962  |
| A422      | Панама-Сити (Флорида)          | 9 января 1963    |
| A423      | Аддисон (Иллинойс)             | 19 мая 1963      |
| A424      | Парк-Форест (Иллинойс)         | 7 марта 1964     |
| A425      | Гамильтон (Огайо)              | 30 мая 1965      |
| A426      | Редондо-Бич (Калифорния)       | 17 октября 1964  |
| A427      | Уильямсберг (Виргиния)         | 24 октября 1964  |
| A428      | Дес-Плейнс (Иллинойс)          | 7 марта 1964     |
| A429      | Кингстон (Нью-Йорк)            | 14 мая 1966      |
| A430      | Норуолк (Калифорния)           | 8 ноября 1966    |
| A431      | Беверли-Хиллз (Калифорния)     | 17 мая 1967      |
| A432      | Норристаун (Пенсильвания)      | 25 февраля 1968  |
| A433      | Ист-Питтсбург (Пенсильвания)   | 12 марта 1968    |
| A434      | Маунт-Лебанон (Пенсильвания)   | 10 марта 1968    |

| Отделение | Город (штат)                     | Дата основания  |
| --------- | -------------------------------- | --------------- |
| A435      | Максиспорт (Пенсильвания)        | 6 мая 1968      |
| A436      | Роквилл (Мэриленд)               | 12 февраля 1969 |
| A437      | Фреймингхем/Хадсон (Массачусетс) | 24 апреля 1969  |
| A438      | Фолс-Черч (Виргиния)             | 4 мая 1969      |
| A439      | Монтерей (Калифорния)            | 15 ноября 1969  |
| A440      | Инглвуд (Калифорния)             | 2 января 1970   |
| A441      | Глендейл (Калифорния)            | 8 января 1970   |
| A442      | Бербанк (Калифорния)             | 11 января 1970  |
| A443      | Стерлинг (Массачусетс)           | 18 января 1970  |
| A444      | Эль-Кахон (Калифорния)           | 18 января 1970  |
| A445      | Аппер-Дарби (Пенсильвания)       | 6 мая 1970      |
| A446      | Флоренс (Южная Каролина)         | 24 мая 1970     |
| A447      | Меррик (Нью-Йорк)                | 25 марта 1972   |
| A448      | Шарлотсвилл (Виргиния)           | 6 марта 1973    |
| A449      | отсутствует                      | отсутствует     |
| A450      | Вайлдвуд (Нью-Джерси)            | 25 декабря 1973 |
| A451      | Гонолулу (Гавайи)                | 20 мая 1972     |
| A452      | Скоки (Иллинойс)                 | 4 марта 1974    |
| A453      | Уайкофф (Нью-Джерси)             | 28 апреля 1974  |
| A454      | Чандлер (Аризона)                | 15 января 1974  |
| A455      | Уэст-Наяк (Нью-Йорк)             | 11 декабря 1975 |
| A456      | Манхассет (Нью-Йорк)             | 22 декабря 1975 |
| A457      | Декейтер (Иллинойс)              | 31 января 1976  |
| A458      | Фар-Рокавей (Нью-Йорк)           | 29 марта 1976   |
| A459      | Бартлетт (Теннесси)              | 15 мая 1976     |
| A460      | Лексингтон (Массачусетс)         | 6 июня 1976     |
| A461      | Астория (Нью-Йорк)               | 15 декабря 1976 |
| A462      | Парадайс-Валли (Аризона)         | 14 июня 1976    |
| A463      | Сарасота-Брейдентон (Флорида)    | 6 февраля 1977  |
| A464      | Уинтер-Хейвен (Флорида)          | неизвестно      |
| A465      | Хелена (Алабама)                 | 4 марта 1977    |
| A466      | Ковина (Калифорния)              | 10 марта 1977   |
| A467      | Томс-Ривер (Нью-Джерси)          | 29 апреля 1974  |
| A468      | Блю-Пойнт (Нью-Йорк)             | неизвестно      |

| Отделение | Город (штат)                 | Дата основания   |
| --------- | ---------------------------- | ---------------- |
| A469      | Блю-Поинт (Нью-Йорк)         | 22 мая 1977      |
| A470      | Помпано-Бич (Флорида)        | 23 июля 1977     |
| A471      | Уэст-Майами (Флорида)        | 6 марта 1977     |
| A472      | Хиксвилл (Нью-Йорк)          | 24 февраля 1978  |
| A473      | Темпл-Террас (Флорида)       | 25 января 1978   |
| A474      | Хиксвилл (Нью-Йорк)          | 15 декабря 1977  |
| A475      | Гринпорт (Нью-Йорк)          | 27 февраля 1978  |
| A476      | Кендалл (Флорида)            | 26 января 1978   |
| A477      | Хидден-Хилс (Калифорния)     | 6 января 1978    |
| A478      | Холидей (Флорида)            | 5 февраля 1978   |
| A479      | Порт-Сент-Луси (Флорида)     | 14 марта 1978    |
| A480      | Севен-Хилс (Огайо)           | 2 апреля 1978    |
| A481      | Уэстбрук (Коннектикут)       | неизвестно       |
| A482      | Ансония (Коннектикут)        | неизвестно       |
| A483      | Кейп-Код (Массачусетс)       | 24 сентября 1978 |
| A484      | Котсвилл (Пенсильвания)      | 28 марта 1979    |
| A485      | Стьюарт (Флорида)            | 16 февраля 1980  |
| A486      | Форт-Уолтон-Бич (Флорида)    | 10 февраля 1980  |
| A487      | Бока-Ратон (Флорида)         | 17 февраля 1980  |
| A488      | Виро-Бич (Флорида)           | 16 февраля 1980  |
| A489      | Нью-Порт-Ричи (Флорида)      | 3 февраля 1980   |
| A490      | Корал-Спрингс (Флорида)      | 28 февраля 1980  |
| A491      | Пинеллас-Парк (Флорида)      | 2 марта 1980     |
| A492      | Майами-Бич (Флорида)         | 12 марта 1980    |
| A493      | Нью-Йорк (Нью-Йорк)          | 5 марта 1981     |
| A494      | Бейсайд (Нью-Йорк)           | 5 марта 1981     |
| A495      | Уайтстоун (Нью-Йорк)         | 12 марта 1981    |
| A496      | Норфолк-Плимут (Массачусетс) | 12 июля 1981     |
| A497      | Нью-Палц (Нью-Йорк)          | 1 декабря 1981   |
| A498      | Мертл-Бич (Южная Каролина)   | 19 сентября 1982 |
| A499      | Энфилд (Коннектикут)         | 27 октября 1982  |
| A500      | Хантингтон (Нью-Йорк)        | 24 ноября 1978   |

### Отделения 501—600
| Отделение | Город (штат)                | Дата основания  |
| --------- | --------------------------- | --------------- |
| A501      | Альбукерке (Нью-Мексико)    | 14 декабря 1983 |
| A502      | Дрейкат (Массачусетс)       | 24 января 1984  |
| A503      | Вудфилд (Иллинойс)          | 5 декабря 1983  |
| A504      | Фэрвью (Нью-Джерси)         | 27 ноября 1984  |
| A505      | Норт-Сан-Диего (Калифорния) | 9 июня 1985     |
| A506      | Стерлинг-Хайтс (Мичиган)    | 12 апреля 1986  |
| A507      | Саннисайд (Нью-Йорк)        | 17 ноября 1987  |
| A508      | Маккэндлесс (Пенсильвания)  | 22 декабря 1987 |
| A509      | Лос-Анджелес (Калифорния)   | 4 февраля 1988  |
| A510      | Хендерсон (Нью-Йорк)        | 10 декабря 1988 |
| A511      | Ошен-Сити (Мэриленд)        | 14 января 1989  |
| A512      | Хановер (Пенсильвания)      | 29 января 1989  |
| A513      | Саутгемптон (Нью-Йорк)      | 29 марта 1989   |
| A514      | Уанто (Нью-Йорк)            | 25 июня 1989    |

| Отделение | Город (штат)                | Дата основания  |
| --------- | --------------------------- | --------------- |
| A515      | Раднор (Пенсильвания)       | 2 мая 1990      |
| A516      | Фредерик (Мэриленд)         | 4 мая 1992      |
| A517      | Холмдел (Нью-Джерси)        | 23 мая 1995     |
| A518      | Клирлейк-Сити (Техас)       | 12 мая 1997     |
| A519      | Мариетта (Джорджия)         | 21 мая 1998     |
| A520      | Палм-Харбор (Флорида)       | 21 марта 1998   |
| A521      | Пасадина (Техас)            | 29 декабря 1998 |
| A522      | Хьюстон (Техас)             | 3 марта 2000    |
| A523      | Холливуд (Флорида)          | 16 марта 2000   |
| A524      | Камминг (Джорджия)          | 13 апреля 2002  |
| A525      | Шарлотт (Северная Каролина) | 26 ноября 2002  |
| A526      | Трой (Мичиган)              | 10 декабря 2002 |
| A527      | Ирвайн (Калифорния)         | 21 июня 2003    |
| A528      | Палм-Дезерт (Калифорния)    | 17 декабря 2003 |

| Отделение | Город (штат)            | Дата основания   |
| --------- | ----------------------- | ---------------- |
| A529      | Те-Вудлендс (Техас)     | 5 октября 2003   |
| A530      | Валпарейзо (Индиана)    | 18 ноября 2004   |
| A531      | Ланкастер (Калифорния)  | 22 февраля 2007  |
| A532      | Клифтон (Нью-Джерси)    | 21 июня 2007     |
| A533      | Нейплс (Флорида)        | неизвестно       |
| A534      | Ролстон (Небраска)      | 28 декабря 2008  |
| A535      | Дарлингтон (Мэриленд)   | 25 сентября 2009 |
| A536      | Темекьюла (Калифорния)  | 6 декабря 2009   |
| A537      | Сан-Хуан (Пуэрто-Рико)  | 1 мая 2010       |
| A538      | Колледж-Стейшен (Техас) | 11 февраля 2011  |
| A539      | отсутствует             | отсутствует      |
| A540      | Гонолулу (Гавайи)       | 28 декабря 2011  |
| A543      | Хендерсон (Невада)      | 05 декабря 2015  |
| A545      | Хадсон-Валли (Нью-Йорк) | 11 февраля 2018  |

### Отделения по миру

#### Канада
| Отделение | Город (провинция)              | Дата основания   |
| --------- | ------------------------------ | ---------------- |
| ACJ001    | Торонто (Онтарио)              | 29 октября 1928  |
| ACJ002    | Лондон (Онтарио)               | 1 февраля 1928   |
| ACJ003    | Гамильтон (Онтарио)            | 16 октября 1929  |
| ACJ004    | отсутствует                    | отсутствует      |
| ACJ005    | Оттава (Онтарио)               | 4 февраля 1930   |
| ACJ006    | Ванкувер (Британская Колумбия) | 29 июня 1930     |
| ACJ007    | Монреаль (Квебек)              | 12 октября 1930  |
| ACJ008    | Виннипег (Манитоба)            | 18 января 1931   |
| ACJ009    | отсутствует                    | отсутствует      |
| ACJ010    | Эдмонтон (Альберта)            | 19 ноября 1930   |
| ACJ011    | Калгари (Альберта)             | 22 сентября 1931 |
| ACJ012    | отсутствует                    | отсутствует      |
| ACJ013    | Реджайна (Саскачеван)          | 12 апреля 1931   |
| ACJ014    | отсутствует                    | отсутствует      |
| ACJ015    | отсутствует                    | отсутствует      |
| ACJ016    | Виктория (Британская Колумбия) | 15 января 1942   |
| 17-24     | отсутствует                    | отсутствует      |
| ACJ025    | Китченер (Онтарио)             | 5 ноября 1961    |
| ACJ026    | Виндзор (Онтарио)              | 9 февраля 1975   |
| ACJ027    | отсутствует                    | отсутствует      |
| ACJ028    | Белвилл (Онтарио)              | 10 апреля 1971   |
| 29-30     | отсутствует                    | отсутствует      |
| ACJ031    | Бернаби (Британская Колумбия)  | 1/29/1978        |
| 32-40     | отсутствует                    | отсутствует      |
| ACJ041    | Ричмонд (Британская Колумбия)  | 8 декабря 2004   |

#### Греция
| Отделение | Город             | Дата основания   |
| --------- | ----------------- | ---------------- |
| AHJ001    | Афины             | 16 апреля 1962   |
| AHJ002    | Терпсифея (Афины) | 31 мая 1991      |
| AHJ003    | Салоники          | 1 марта 1999     |
| AHJ004    | Аттика            | 5 июля 2011      |
| AHJ005    | Закинф            | 16 февраля 2002  |
| AHJ006    | Ханья             | 29 мая 2004      |
| AHJ007    | Каламата          | 2 апреля 2006    |
| AHJ008    | Серре             | 17 декабря 2006  |
| AHJ009    | Аттика            | 21 мая 2007      |
| AHJ010    | Холаргос          | 21 мая 2007      |
| AHJ011    | Крит              | 28 ноября 2007   |
| AHJ012    | Волос             | 23 ноября 2007   |
| AHJ013    | Аргаласти         | 9 декабря 2011   |
| AHJ014    | Кавала            | 5 декабря 2011   |
| AHJ015    | Козани            | 22 марта 2012    |
| AHJ016    | Драма             | 23 мая 2012      |
| AHJ017    | Вари              | 31 мая 2012      |
| AHJ018    | Навпакт           | 29 сентября 2012 |
| AHJ019    | Ксанти            | 8 ноября 2012    |
| AHJ020    | Комотини          | 9 ноября 2012    |
| AHJ021    | Александруполис   | 10 ноября 2012   |
| AHJ022    | Триполис          | 20 сентября 2012 |
| AHJ023    | Янина             | 25 января 2013   |
| AHJ024    | Спарта            | 2 февраля 2013   |
| AHJ025    | Патры             | 19 марта 2013    |
| AHJ026    | Лариса            | 21 марта 2013    |
| AHJ027    | Ореокастро        | 22 мая 2013      |
| AHJ028    | Нафплион          | 9 марта 2014     |
| AHJ029    | Верия             | 12 марта 2014    |
| AHJ030    | Тасос             | 22 июля 2014     |
| AHJ031    | Айос-Николаос     | 26 сентября 2014 |

#### Кипр
| Отделение | Город    | Дата основания  |
| --------- | -------- | --------------- |
| ACY001    | Никосия  | 31 декабря 2004 |
| ACY002    | Ларнака  | 31 декабря 2004 |
| ACY003    | Энгоми   | 31 декабря 2004 |
| ACY004    | Идалион  | 5 апреля 2011   |
| ACY005    | Каймаклы | 1 марта 2011    |

#### Другие страны
| Отделение      | Город (страна)                     | Дата основания  |
| -------------- | ---------------------------------- | --------------- |
| A601           | Стамбул (Константинополь) (Турция) | 29 декабря 2010 |
| A602           | Лондон (Великобритания)            | 22 января 2012  |
| A603           | София (Болгария)                   | 9 декабря 2011  |
| A604           | Берлин (Германия)                  | 24 ноября 2012  |
| A605           | Бухарест (Румыния)                 | 13 ноября 2012  |
| A606           | Панама (Панама)                    | 15 января 2013  |
| A607           | Париж (Франция)                    | 23 февраля 2013 |
| A608           | Штутгарт (Германия)                | 24 марта 2013   |
| A609           | Брюссель (Бельгия)                 | 8 июня 2013     |
| GBJ001         | Нассау (Багамы)                    | 25 января 1951  |
| Defkalion № 28 | Голд-Кост (Австралия)              | 5 ноября 2017   |

#### Специальные отделения
| Отделение | Город (штат)               | Дата основания |
| --------- | -------------------------- | -------------- |
| A600      | Вашингтон (округ Колумбия) |                |

#### Отделения при университетах
| Отделение | Город (штат/провинция) | Дата основания  |
| --------- | ---------------------- | --------------- |
| UJ001     | Гейнсвилл (Флорида)    | 18 января 1962  |
| UJ002     | Таллахасси (Флорида)   | 21 января 1962  |
| UJ003     | Янгстаун (Огайо)       | 22 октября 1962 |
| UJ004     | Монреаль (Квебек)      | 4 ноября 1962   |

## Членство
Хотя первоначально членами Ордена могли становиться исключительно греки, на его третьей встрече было решено разрешить вступление в братство также людям негреческой национальности. В 1979 году в AHEPA насчитывалось более 25 000 членов в 400 отделениях. К 1989 году это число возросло до 60 000.
Всего за всю историю Ордена было открыто 540 его отделений в Соединённых Штатах, 16 в Канаде, 30 в Греции, 5 на Кипре, а также 10 в Европе, Центральной Америке и странах Карибского бассейна. Существуют «сестринские» отделения AHEPA в Австралазии (Австралия и Новая Зеландия). За 90-летний период существования организации около 250 000 человек было посвящено в Орден AHEPA.

### Верховное Собрание
В соответствии с положениями Конституции AHEPA, Верховное Собрание Ордена AHEPA является высшим его органом и имеет право отменять, отклонять или расторгать решения Верховного Советника, Попечительского Совета или Верховной Ложи.

### Места проведения Верховных Собраний
| № п/п | Год  | Город (штат/страна)        |
| ----- | ---- | -------------------------- |
| -     | 1922 | не проводилось             |
| 1     | 1923 | Атланта (Джорджия)         |
| 2     | 1924 | Вашингтон (округ Колумбия) |
| 3     | 1925 | Чикаго (Иллинойс)          |
| 4     | 1926 | Филадельфия (Пенсильвания) |
| 5     | 1927 | Майами (Флорида)           |
| 6     | 1928 | Детройт (Мичиган)          |
| 7     | 1929 | Канзас-Сити (Миссури)      |
| 8     | 1930 | Бостон (Массачусетс)       |
| 9     | 1931 | Сан-Франциско (Калифорния) |
| 10    | 1932 | Балтимор (Мэриленд)        |
| 11    | 1933 | не проводилось             |
| 12    | 1934 | Колумбус (Огайо)           |
| 13    | 1935 | Чикаго (Иллинойс)          |
| 14    | 1936 | Сент-Пол (Миннесота)       |
| 15    | 1937 | Сиракьюс (Нью-Йорк)        |
| 16    | 1938 | Новый Орлеан (Луизиана)    |
| 17    | 1939 | Провиденс (Род-Айленд)     |
| 18    | 1940 | Сиэтл (Вашингтон)          |
| 19    | 1941 | Цинциннати (Огайо)         |
| 20    | 1942 | Атланта (Джорджия)         |
| 21    | 1943 | не проводилось             |
| 22    | 1944 | Вашингтон (округ Колумбия) |
| 23    | 1945 | Вашингтон (округ Колумбия) |
| 24    | 1946 | Балтимор (Мэриленд)        |
| 25    | 1947 | Лос-Анджелес (Калифорния)  |
| 26    | 1948 | Детройт (Мичиган)          |
| 27    | 1949 | Майами (Флорида)           |
| 28    | 1950 | Кливленд (Огайо)           |
| 29    | 1951 | Миннеаполис (Миннесота)    |
| 30    | 1952 | Вашингтон (округ Колумбия) |
| 31    | 1953 | Хьюстон (Техас)            |
| 32    | 1954 | Питтсбург (Пенсильвания)   |

| № п/п | Год  | Город (штат/страна)        |
| ----- | ---- | -------------------------- |
| 33    | 1955 | Сан-Франциско (Калифорния) |
| 34    | 1956 | Нью-Йорк (Нью-Йорк)        |
| 35    | 1957 | Сент-Луис (Миссури)        |
| 36    | 1958 | Бостон (Массачусетс)       |
| 37    | 1959 | Голливуд (Калифорния)      |
| 38    | 1960 | Монреаль (Канада)          |
| 39    | 1961 | Майами-Бич (Флорида)       |
| 40    | 1962 | Чикаго (Иллинойс)          |
| 41    | 1963 | Сан-Диего (Калифорния)     |
| 42    | 1964 | Торонто (Канада)           |
| 43    | 1965 | Афины (Греция)             |
| 44    | 1966 | Вашингтон (округ Колумбия) |
| 45    | 1967 | Даллас (Техас)             |
| 46    | 1968 | Нью-Йорк (Нью-Йорк)        |
| 47    | 1969 | Миннеаполис (Миннесота)    |
| 48    | 1970 | Афины (Греция)             |
| 49    | 1971 | Лос-Анджелес (Калифорния)  |
| 50    | 1972 | Атланта (Джорджия)         |
| 51    | 1973 | Холливуд (Флорида)         |
| 52    | 1974 | Бостон (Массачусетс)       |
| 53    | 1975 | Цинциннати (Огайо)         |
| 54    | 1976 | Хьюстон (Техас)            |
| 55    | 1977 | Новый Орлеан (Луизиана)    |
| 56    | 1978 | Майами-Бич (Флорида)       |
| 57    | 1979 | Сан-Франциско (Калифорния) |
| 58    | 1980 | Вашингтон (округ Колумбия) |
| 59    | 1981 | Торонто (Канада)           |
| 60    | 1982 | Атланта (Джорджия)         |
| 61    | 1983 | Чикаго (Иллинойс)          |
| 62    | 1984 | Майами-Бич (Флорида)       |
| 63    | 1985 | Бостон (Массачусетс)       |
| 64    | 1986 | Майами-Бич (Флорида)       |
| 65    | 1987 | Новый Орлеан (Луизиана)    |

| № п/п | Год  | Город (штат/страна)        |
| ----- | ---- | -------------------------- |
| 66    | 1988 | Майами-Бич (Флорида)       |
| 67    | 1989 | Сент-Луис (Миссури)        |
| 68    | 1990 | Холливуд (Флорида)         |
| 69    | 1991 | Нассау (Багамские Острова) |
| 70    | 1992 | Вашингтон (округ Колумбия) |
| 71    | 1993 | Питтсбург (Пенсильвания)   |
| 72    | 1994 | Лас-Вегас (Невада)         |
| 73    | 1995 | Майами-Бич (Флорида)       |
| 74    | 1996 | Хьюстон (Техас)            |
| 75    | 1997 | Атланта (Джорджия)         |
| 76    | 1998 | Орландо (Флорида)          |
| 77    | 1999 | Сан-Диего (Калифорния)     |
| 78    | 2000 | Новый Орлеан (Луизиана)    |
| 79    | 2001 | Лас-Кроабас (Пуэрто-Рико)  |
| 80    | 2002 | Нью-Йорк (Нью-Йорк)        |
| 81    | 2003 | Финикс (Аризона)           |
| 82    | 2004 | Майами-Бич (Флорида)       |
| 83    | 2005 | Бостон (Массачусетс)       |
| 84    | 2006 | Холливуд (Флорида)         |
| 85    | 2007 | Денвер (Колорадо)          |
| 86    | 2008 | Афины (Греция)             |
| 87    | 2009 | Сан-Франциско (Калифорния) |
| 88    | 2010 | Монреаль (Канада)          |
| 89    | 2011 | Майами-Бич (Флорида)       |
| 90    | 2012 | Лас-Вегас (Невада)         |
| 91    | 2013 | Орландо (Флорида)          |
| 92    | 2014 | Новый Орлеан (Луизиана)    |
| 93    | 2015 | Сан-Франциско (Калифорния) |
| 94    | 2016 | Лас-Вегас (Невада)         |
| 95    | 2017 | Орландо (Флорида)          |
| 96    | 2018 | Атлантик-Сити (Нью-Джерси) |
| 97    | 2019 | Чикаго (Иллинойс)          |
| 98    | 2020 | не определено              |

| № п/п | Год  | Город (штат/страна) |
| ----- | ---- | ------------------- |
| 99    | 2021 | Афины (Греция)      |

## Политика
AHEPA занял жёсткую позицию по Кипрскому вопросу с 1955 года, когда сформировал комиссию «Справедливость для Кипра» (англ. Justice for Cyprus) в поддержку независимости этой страны. На протяжении десятилетий организация продолжает отстаивать интересы Греции и Кипра, выступая в Вашингтоне по вопросам, касающимся этих стран, а также занимается просвещением общественности по данным темам.

### Congressional Scorecard
По результатам каждого созыва Конгресса США AHEPA составляет специальный оценочный отчёт «Congressional Scorecard», имеющий важное значение для американского греческого сообщества и самой организации. Целью этого оценочного инструмента является информирование сообщества и лиц, состоящих в AHEPA, о том, насколько члены Конгресса вовлечены в решение этих вопросов или, по меньшей мере, об их уровне осведомлённости по предмету обсуждения.

## Активность
Ниже приведён список проектов Ордена за его многолетнюю историю.
- Кампания США по продаже военных облигаций, Вторая мировая война, AHEPA собрал более $253 млн.
- В конце 1940-х годов было открыто семь Медицинских центров AHEPA, в том числе в составе больницы «Эвангелизмос» в Афинах. В 1951 году Орден передал в дар Университету имени Аристотеля в Салониках новую больницу.
- Корпус AHEPA для мальчиков при Академии Св. Василия. В конце 1950-х годов Орден собрал $92 000.
- Школьное здание AHEPA при Академии Св. Василия, строительство которого было завершено в 1962 году. Орден пожертвовал $245 000.
- В 1970 году была сформирована Спортивная Программа AHEPA. Каждый год на Верховном Собрании проходит мероприятие по принятию спортсменов в Греческий Зал спортивной славы AHEPA.
- В середине 1970-х годов был создан Образовательный Фонд AHEPA. В 1996 году Орден пожертвовал более $1,6 млн на стипендии и благотворительные фонды на местном, окружном и государственном уровнях.
- В конце 1970-х годов был образован Фонд AHEPA по изучению анемии Кули с целью предоставления грантов учёным-медикам и врачам для поиска лекарства от этой болезни. В 1997 году Фонд выдал гранты на общую сумму $90 000.
- В 1981 году Орден передал в дар Академии Св. Василия ещё три Корпуса AHEPA для мальчиков, пожертвовав на их строительство $1,5 млн.

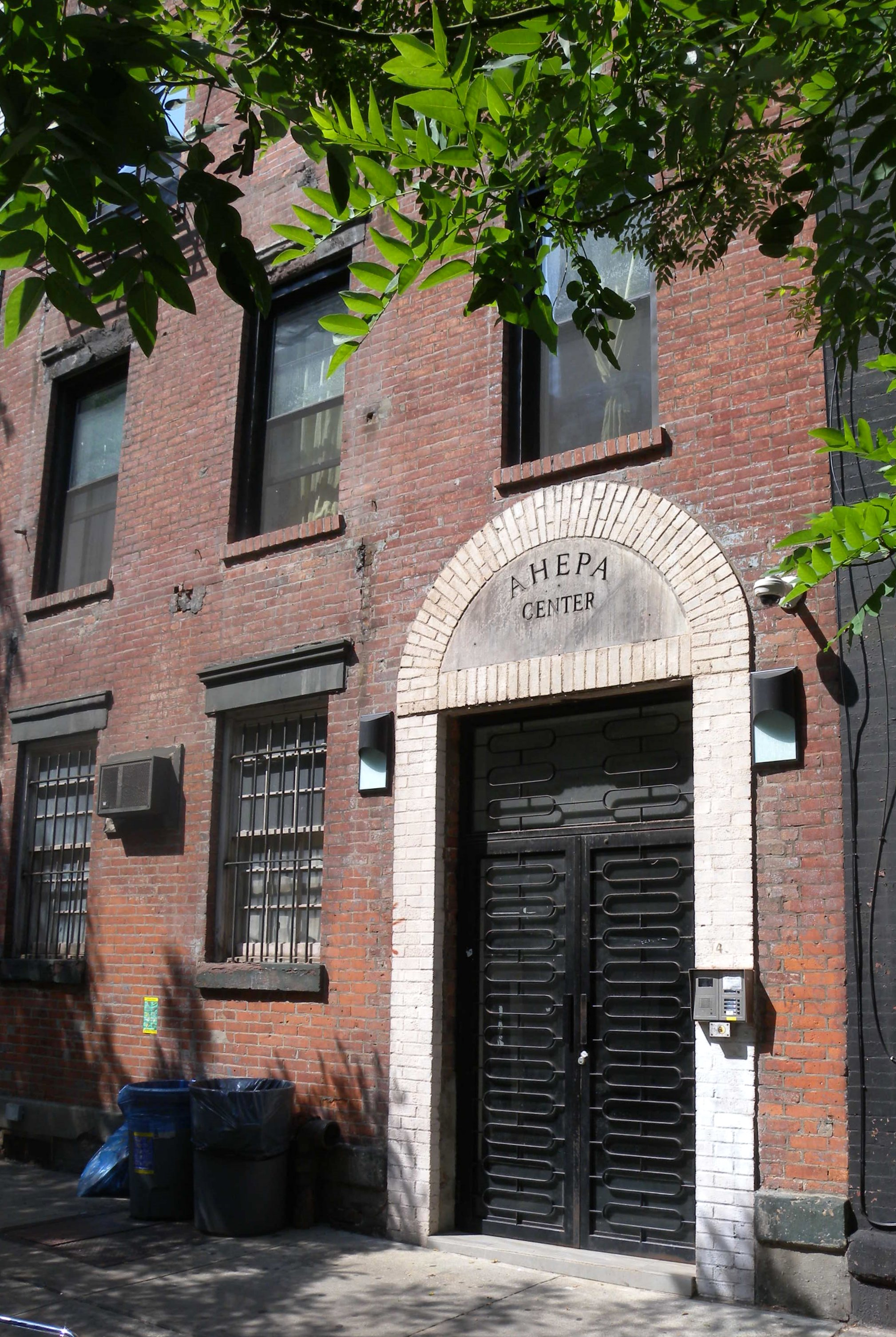
AHEPA Center, Нью-Йорк

- В июле 2018 года организация в качестве гуманитарной помощи направила $100 000 жертвам лесных пожаров в Аттике (Греция)[9].
- В июле 2019 года Орден пожертвовал $1 млн на восстановление греческой православной церкви Святого Николая в Нью-Йорке, уничтоженной во время теракта 11 сентября 2001 года[10][11][12].

## Награды
AHEPA признаёт выдающиеся достижения в различных сферах жизни, таких как государственная служба, государственное управление, право, бизнес, журналистика, наука, искусство, военная служба, гуманизм. Ниже приведён список Наград AHEPA и их лауреатов за прошедшие годы.

### Награда Сократа
Награда Сократа (англ. Socrates Award) вручается видным личностям, стремящимся в своей деятельности к древнегреческим идеалам или подражающим им. Самая престижная из всех наград AHEPA.
26 февраля 1929 года в гостинице «Willard Hotel» в Вашингтоне впервые было проведено главное общественное мероприятие AHEPA Национальный Банкет AHEPA.
В 1948 году название события было изменено на Конгрессный Банкет AHEPA, и в первый раз на нём присутствовал президент США Гарри Трумэн.
В 2000 году AHEPA вернулся к более подходящему названию этого мероприятия Национальный Банкет Биеннале AHEPA.
С 1964 года, во время проведения Национального Банкета AHEPA также проходит вручение самой элитной награды Ордена, Награды Сократа.

#### Список лауреатов Награды Сократа
| Имя лауреата                          | Род деятельности                                                    | Год вручения |
| ------------------------------------- | ------------------------------------------------------------------- | ------------ |
| Генри Р. Люс                          | создатель и издатель журналов Time, Fortune и Life                  | 1964         |
| Линдон Б. Джонсон                     | президент США                                                       | 1966         |
| Эверетт Дирксен                       | сенатор от штата Иллинойс                                           | 1968         |
| Спиро Т. Агню                         | вице-президент США                                                  | 1970         |
| Ричард М. Никсон                      | президент США                                                       | 1971         |
| Афинагор I (Спиру)                    | Вселенский Патриарх                                                 | 1972         |
| Сенат США и Палата представителей США | Сенат США и Палата представителей США                               | 1976         |
| Хьюберт Х. Хамфри                     | вице-президент США                                                  | 1978         |
| Клайборн Пелл                         | сенатор от штата Род-Айленд                                         | 1982         |
| Боб Хоуп                              | телеведущий                                                         | 1984         |
| Рональд Рейган                        | президент США                                                       | 1986         |
| Иаков (Кукузис)                       | глава греческой православной архиепископии Северной и Южной Америки | 1988         |
| Джордж Г. У. Буш                      | президент США                                                       | 1990         |
| Уильям Гас Пагонис                    | генерал-лейтенант, военный логист                                   | 1992         |
| Мэри Мэтьюз                           | филантроп                                                           | 1992         |
| Пол Сарбейнз                          | сенатор от штата Мэриленд                                           | 1993         |
| Уильям Клинтон                        | президент США                                                       | 1996         |
| Варфоломей I (Архондонис)             | Архиепископ Константинополя — Нового Рима и Вселенский Патриарх     | 1997         |
| Алекс Спанос                          | бизнесмен                                                           | 1997         |
| Джордж У. Буш                         | президент США                                                       | 2002         |
| Тассос Пападопулос                    | президент Кипра                                                     | 2007         |
| Костас Караманлис                     | премьер-министр Греции                                              | 2007         |
| Стивен Харпер                         | премьер-министр Канады                                              | 2013         |
| Джордж Калогридис                     | президент Walt Disney World                                         | 2014         |
| Джо Байден                            | вице-президент США                                                  | 2015         |
| Джон Бейнер                           | спикер Палаты представителей США                                    | 2015         |

### Награда Перикла
Орден AHEPA вручает Награду Перикла (англ. Pericles Award) как на национальном, так и окружном уровнях, удостаивая ею членов правительства.

#### Список лауреатов Награды Перикла
| Имя лауреата        | Род деятельности                                        | Год вручения |
| ------------------- | ------------------------------------------------------- | ------------ |
| Пол Цонгас          | сенатор                                                 |              |
| Пол Сарбейнз        | сенатор                                                 |              |
| Джон Гленн          | сенатор                                                 |              |
| Олимпия Сноу        | сенатор                                                 |              |
| Майкл Билиракис     | конгрессмен                                             |              |
| Гас Ятрон           | конгрессмен                                             |              |
| Джордж Гекас        | конгрессмен                                             |              |
| Джордж Тенет        | директор Центральной разведки                           |              |
| Элизабет Доул       | министр транспорта США                                  |              |
| Эфтимиос Митропулос | генеральный секретарь Международной морской организации |              |
| Анна Бенаки-Псаруда | спикер парламента Греции                                | 2006         |
| Джон Д. Негропонте  | заместитель Государственного секретаря США              | 2007         |
| Дора Бакоянни       | министр иностранных дел Греции                          | 2007         |
| Дик Дурбин          | сенатор                                                 | 2010         |
| Альбио Сирис        | конгрессмен                                             | 2013         |
| Гас Билиракис       | конгрессмен                                             | 2013         |
| Джон Льюис          | конгрессмен                                             | 2015         |
| Питер Дж. Висклоски | конгрессмен                                             | 2016         |
| Панос Камменос      | министр национальной обороны Греции                     | 2017         |

Кроме того, несколько губернаторов США были удостоены этой награды, как у многие представители местных органов власти.

### Награда Солона
Награда Солона (англ. Solon Award) — национальная премия, вручаемая за выдающиеся достижения в области права.

#### Список лауреатов Награды Солона
| Имя лауреата      | Род деятельности      | Год вручения |
| ----------------- | --------------------- | ------------ |
| Чарльз П. Кокорас | федеральный судья США | 2016         |

### Награда Гомера
Награда Гомера (англ. Homer Award) — это специальная награда, вручаемая исключительно Верховной Ложей по своему усмотрению любой выдающейся личности.

#### Список лауреатов Награды Гомера
| Имя лауреата  | Род деятельности                             | Год вручения |
| ------------- | -------------------------------------------- | ------------ |
| Мэри Лефковиц | учёный-антиковед, профессор Колледжа Уэллсли |              |
| Николас Гейдж | автор и журналист-расследователь             |              |
| Фиа Хало      | писатель и художник                          |              |

### Награда Аристотеля
Награда Аристотеля (англ. Aristotle Award) вручается Верховной Ложей на Большом Банкете Верховного Собрания выдающимся грекам, отличившимся в своей профессии или соответствующей сфере деятельности.

#### Список лауреатов Награды Аристотеля
| Имя лауреата               | Род деятельности                                     | Год вручения |
| -------------------------- | ---------------------------------------------------- | ------------ |
| Йоргос Параскеваидис       | архонт, бизнесмен, филантроп                         |              |
| Алекс Спанос               | архонт, бизнесмен, филантроп                         | 1984         |
| Джордж Л. Аргирос          | бизнесмен, посол США в Испании и Андорре             | 2002         |
| Джон Кациматидис           | бизнесмен                                            | 2008         |
| Роберт У. Пек              | посол Канады в Греции                                | 2015         |
| Феофанис Икономидис        | архонт, активный член греческой общины Америки       | 2015         |
| Джон П. Каламос            | бизнесмен, основатель компании «Calamos Investments» | 2016         |
| Тимоти (Тим) П. Тассопулос | бизнесмен, президент и COO «Chick-fil-A, Inc.»       | 2017         |

### Награда за государственную службу
Награда за государственную службу (англ. Public Service Award) вручается как на национальном, так и местном уровнях за преданность и упорный труд в сфере государственной службы.

#### Список лауреатов Награды за государственную службу
| Имя лауреата       | Род деятельности | Год вручения |
| ------------------ | ---------------- | ------------ |
| Джордж В. Войнович | сенатор          | 2010         |
| Ричард Г. Лугар    | сенатор          | 2010         |
| Расс Д. Файнголд   | сенатор          | 2010         |

### Награды Академии достижений
Награды Академии достижений (англ. Academy of Achievement Awards) вручаются благодаря финансированию Образовательного Фонда лицам, отличившимся в различных областях знаний, в частности в сфере бизнеса, журналистики, искусства, науки, а также других свободных наук.

#### Список лауреатов Наград Академии достижений
| Имя лауреата         | Род деятельности                  | Год вручения |
| -------------------- | --------------------------------- | ------------ |
| Харри Мишель         | политика                          | 1984         |
| Гарри Марк Петракис  | искусство                         | 2010         |
| Джон Касс            | журналистика                      | 2010         |
| Крис Челиос          | спорт                             | 2010         |
| Мэри Дохиос-Камберос | филантропия                       | 2010         |
| Джон Элефтериадис    | медицина                          | 2011         |
| Крис Аврамопулос     | общественная деятельность         | 2016         |
| Элени Бусис          | филантропия                       | 2016         |
| Базиле Кацикис       | искусство                         | 2016         |
| Никос Сиаколас       | бизнес                            | 2017         |
| Константин Пападакис | образование                       |              |
| Грегори Паппас       | бизнес, общественная деятельность | 2019         |

### Гуманитарная Награда Архиепископа Иакова
Гуманитарная Награда Архиепископа Иакова (англ. Archbishop Iakovos Humanitarian Award) была учреждена в честь архиепископа Северной и Южной Америки, который был энергичным и активным членом AHEPA. Награда присуждается лицам, отличившимся в сфере поддержки прав человека и свободы.

#### Список лауреатов Гуманитарной Награды Архиепископа Иакова
| Имя лауреата             | Род деятельности                                              | Год вручения |
| ------------------------ | ------------------------------------------------------------- | ------------ |
| Андреас А. Атенс         | первый президент Совета греков зарубежья                      | 1998         |
| Эвгениос Россидис        | основатель Американо-греческого института                     | 2000         |
| Эндрю С. Нациос          | бывший администратор Агентства США по международному развитию |              |
| Джордж Маркус            | бизнесмен и филантроп                                         | 2009         |
| Джордж Бехракис          | бизнесмен и филантроп                                         | 2011         |
| «Бней Брит Интернешнл»   | старейшая в мире еврейская общественная организация           | 2014         |
| «Фонд Ставроса Ниархоса» | международная филантропическая организация                    | 2015         |

### Медаль Свободы/Военная Медаль Почёта
Медаль Свободы/Военная Медаль Почёта (англ. Medal of Freedom/Military Medal of Honor) вручается действующим и отставным военнослужащим в знак почёта за службу своей стране.
Награда была учреждена после трагических событий 11 сентября 2001 года в честь тех, кто жертвует своей жизнью или подвергает её опасности при выполнении своих служебных обязанностей. Кроме того, она вручается любому человеку, подвергающему опасности свою собственную безопасность ради других.

#### Список лауреатов Медали Свободы/Военной Медали Почёта
| Имя лауреата         | Род деятельности                                                                   | Год вручения |
| -------------------- | ---------------------------------------------------------------------------------- | ------------ |
| Орден Святого Андрея | Орден Святого Андрея                                                               | 2003         |
| Майкл Каллирис       | военнослужащий ВМС США, вице-адмирал в отставке                                    | 2005         |
| Джеймс Мегеллас      | военнослужащий Армии США, офицер в отставке                                        | 2010         |
| Стив Писанос         | военнослужащий ВВС США, лётчик-ас эпохи Второй мировой войны, полковник в отставке | 2013         |
| Алан К. Маколей      | военнослужащий КМП США, полковник в отставке                                       | 2015         |

### Награда Демосфена
Награда Демосфена (англ. Demosthenes Award) учреждена специально для отличившихся в области телерадиовещания или освещения новостей в любой форме, в том числе журналистов.

#### Список лауреатов Награды Демосфена
| Имя лауреата       | Род деятельности                                     | Год вручения |
| ------------------ | ---------------------------------------------------- | ------------ |
| Джон Дефтериос     | журналист, телеведущий, финансовый аналитик CNN      | 2002         |
| Антонис Диаматарис | издатель/редактор газеты «The National Herald»       | 2007         |
| Джордж Бистис      | журналист, главред греческой службы «Голоса Америки» | 2008         |

### Награда за жизненные достижения
Награда за жизненные достижения (англ. Lifetime Achievement Award) жалуется исключительно Верховным Президентом членам AHEPA за их жизненные достижения в Ордене.

#### Список лауреатов Награды за жизненные достижения
| Имя лауреата      | Род деятельности                                                                     | Год вручения |
| ----------------- | ------------------------------------------------------------------------------------ | ------------ |
| Андреас А. Атенс  | первый президент Совета греков зарубежья                                             | 2010         |
| Гас Дж. Джеймс II | Бывший Верховный Президент AHEPA                                                     | 2015         |
| Джеймс С. Скофилд | Бывший Верховный Президент AHEPA                                                     | 2016         |
| Ник Стратас       | основатель и председатель совета директоров НКО «AHEPA National Housing Corporation» | 2017         |
| Джордж Ригос      | основатель чартерной школы «Одиссея»                                                 | 2018         |

### Награда «Ахепавец года»
Награда «Ахепавец года» (англ. AHEPAN of the Year Award) присуждается в знак признания выдающегося руководства, преданной службы и бескорыстного содействия успешному достижению программ, а также развития Ордена AHEPA за финансовый год.
Все Национальные награды AHEPA присуждаются Верховной Ложей Ордена, а критерии их вручения всегда пересматриваются и меняются ею в зависимости от текущей эпохи.

## Спорт

### Зал спортивной славыAHEPA

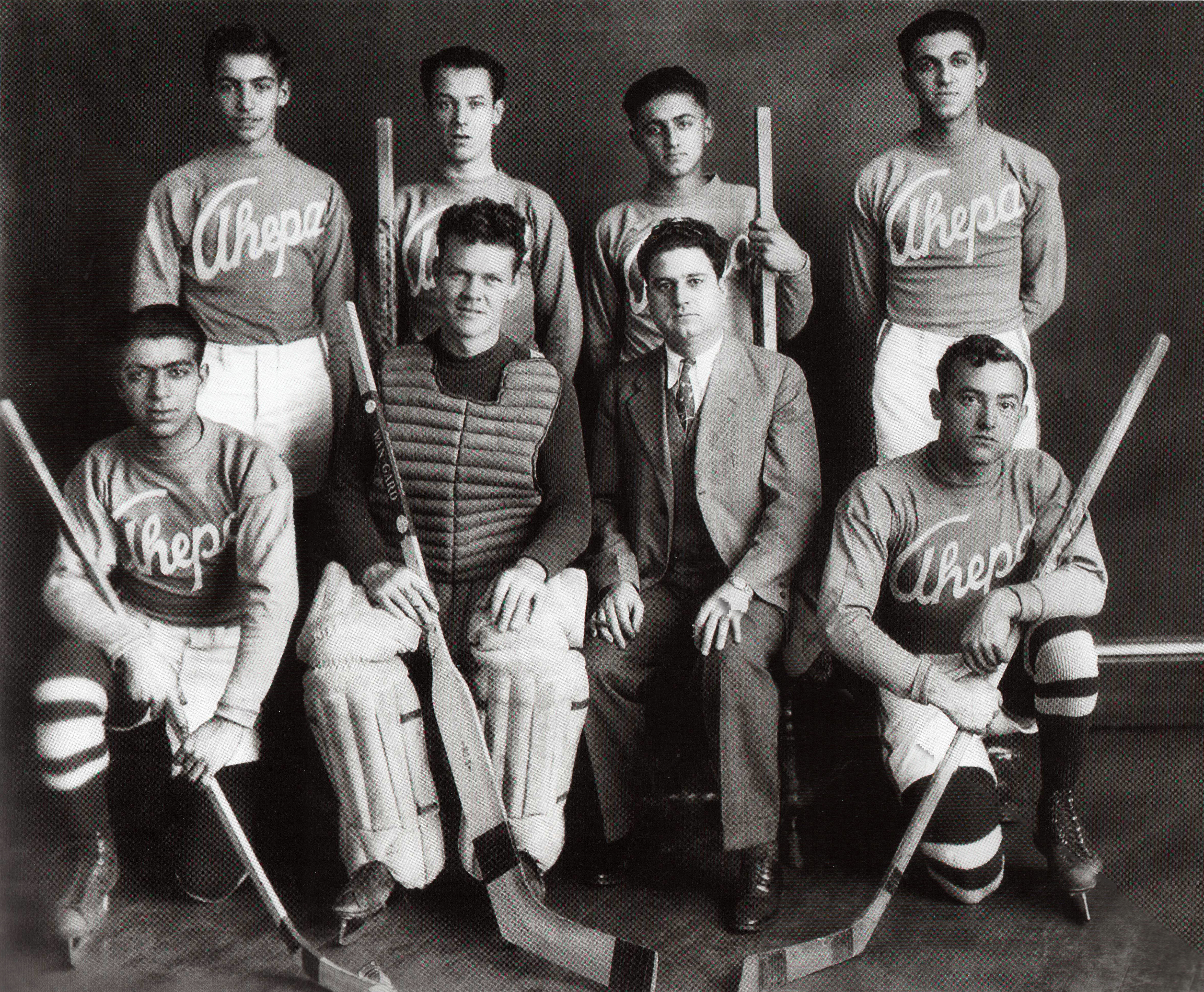
Хоккейная команда AHEPA (1927)

В 1970 году была создана Спортивная программа AHEPA. Ежегодно на региональном и государственном уровнях проводятся спортивные соревнования по софтболу, гольфу, боулингу и баскетболу. На ежегодном Верховном Собрании проходит принятие спортсменов в Греческий Зал спортивной славы AHEPA.
В 1975 году по предложению Бывшего Верховного Президента Луиса Манесиотиса и под руководством Верховного Директора по вопросам спорта Монте Н. Кофоса был основан Зал спортивной славы AHEPA (англ. AHEPA Athletic Hall of Fame) для награждения греческих спортсменов и спортивных деятелей с целью увековечения памяти этих людей и признания их выдающихся достижений. По состоянию на 2013 год 130 человек были включены в Зал славы. Ежегодно Верховным Директором по вопросам спорта назначается один из членов Ордена для отбора и введения в Зал славы кандидатов, отвечающих соответствующим требованиям.

#### Категории отбираемых
1. СПОРТСМЕНЫ, добившиеся наиболее выдающихся успехов в своих конкретных видах спорта.
2. СПОНСОРЫ, каким-либо образом внёсшие вклад в область спорта (например, спортивные директора, тренеры, болельщики и медиаперсоны).

Официальная церемония введения в Зал славы проходит на ежегодно проводимом Верховном Национальном Съезде Ордена AHEPA.
Одним из критериев отбора кандидатов является их греческое происхождение.

#### Члены Зала спортивной славыAHEPA
| Член Зала славы      | Год введения |  | Член Зала славы       | Год введения |
| -------------------- | ------------ |  | --------------------- | ------------ |
| Харри Агганис        | 1975         |  | Алекс Аронис          | 2000         |
| Ди Андрос            | 1975         |  | Джордж Боллас-старший | 2000         |
| Питер Клентзос       | 1975         |  | Алекс Г. Спанос       | 2000         |
| Алекс Кампурис       | 1975         |  | Питер Г. Старк        | 2000         |
| Алекс Каррас         | 1975         |  | Джимми Анджелопулос   | 2002         |
| Джим Лондос          | 1975         |  | Джон Крицос II        | 2002         |
| Милт Паппас          | 1975         |  | Чарльз Джордж         | 2002         |
| Пит Пихос            | 1975         |  | Майкл Сиганос         | 2002         |
| Лу Циоропулос        | 1975         |  | Питер Анджелос        | 2003         |
| Гас Зарнас           | 1975         |  | Джордж Димит          | 2003         |
| Алекс Граммас        | 1976         |  | Джим Корфас           | 2003         |
| Джонни Моррис        | 1976         |  | Том Палис             | 2003         |
| Джордж Сеймс         | 1976         |  | Джим Карсон           | 2004         |
| Джордж Кафтан        | 1977         |  | Джим Даопулос         | 2004         |
| Джеймс Кекерис       | 1977         |  | Ник Паппас            | 2004         |
| Гас Триандос         | 1977         |  | Лу Скизас             | 2004         |
| Майк Кастронис       | 1978         |  | Майк Балицарис        | 2005         |
| Уильям Макридис      | 1978         |  | Крис Контос           | 2005         |
| Гас Зитридис         | 1978         |  | Мануэль Скармуцос     | 2005         |
| Артур Грегори        | 1979         |  | Эрни Серфас           | 2005         |
| Билли Лоес           | 1979         |  | Энтони Лукас          | 2006         |
| Антон Христофоридис  | 1980         |  | Джордж Макрис         | 2006         |
| Гас Ниархос          | 1980         |  | Карл Анджелос         | 2007         |
| Ник Керасиотис       | 1981         |  | Джордж Паппас         | 2007         |
| Энди Марефос         | 1981         |  | Энди Сидерис          | 2007         |
| Крис Пелекудас       | 1981         |  | Джон Галарис          | 2009         |
| Ник Кладис           | 1982         |  | Грег Манесиотис       | 2009         |
| Монте Кофос          | 1982         |  | Васили (Билли) Паппас | 2009         |
| Арчи Мацос           | 1982         |  | Пит Сампрас           | 2009         |
| Ник Рассас           | 1982         |  | Гас Константин        | 2010         |
| Джордж Захариас      | 1982         |  | Эрик Каррос           | 2010         |
| Тед Каррас           | 1983         |  | Стив Лаппас           | 2010         |
| Джон Маскас          | 1983         |  | Стэнли Маратос        | 2010         |
| Ник Матис            | 1984         |  | Арт Анастопуло        | 2011         |
| Лия Пулос-Мюллер     | 1984         |  | Адам Арчулетта        | 2011         |
| Крис Фарасопулос     | 1985         |  | Ник Кипреос           | 2011         |
| Джордж Полоинис      | 1986         |  | Стэн Спиру            | 2011         |
| Ник Родис            | 1986         |  | Джордж Теодор         | 2011         |
| Джон Меллекас        | 1986         |  | Дин Лампрос           | 2012         |
| Плато Андрос         | 1987         |  | Стив Леондис          | 2012         |
| Луис Манесиотис      | 1987         |  | Ник Паппаджордж       | 2012         |
| Джон Каррас          | 1988         |  | Том Паппас            | 2012         |
| Менил Мавраидис      | 1988         |  | Леонидас Цантирис     | 2012         |
| Юджин Россидис       | 1989         |  | Уильям Атессис        | 2013         |
| Никос Спанакос       | 1989         |  | Ник Галис             | 2013         |
| Петрос Спанакос      | 1989         |  | Билл Газонас          | 2013         |
| Ван Номикос          | 1990         |  | Грег Луганис          | 2013         |
| Питер Тунтас         | 1990         |  | Чарльз Теокас         | 2013         |
| Алекс Атас           | 1991         |  | Питер Карманос-мл.    | 2014         |
| Боб Костас           | 1991         |  | Джо Панос             | 2014         |
| Луис Каррас          | 1991         |  | Мэтт Стовер           | 2014         |
| Арчи Кодрос          | 1991         |  | Кирк Видас            | 2014         |
| Майк Скулис          | 1991         |  | Теодор (Тед) Леонсис  | 2015         |
| Ник Контеас          | 1992         |  | Кристина Лукас        | 2015         |
| Билл Коринфиас       | 1992         |  | Боб Барнек            | 2015         |
| Ли Паллис            | 1992         |  | Пол Дж. Калиадис      | 2015         |
| Джордж Теодоратос    | 1992         |  | Николлетт Янулиас     | 2016         |
| Джо Коллинс          | 1993         |  | Нико Кутувидис        | 2016         |
| Тед Грегори          | 1993         |  | Джон Маргаритис       | 2016         |
| Спирос Сиаггас       | 1993         |  | Стивен Шуберт         | 2016         |
| Крис Ваготис         | 1993         |  | Христос Циотос        | 2016         |
| Эл Кампанис          | 1994         |  | Мэй Коцопулос         | 2017         |
| Джон Диамантакос     | 1994         |  | Дэн Мавраидис         | 2017         |
| Питер Кучалакис      | 1994         |  | Ник Циотос            | 2017         |
| Джон Сколинос        | 1994         |  | Алики Джой Цубанос    | 2017         |
| Джимми Карас         | 1995         |  | Джеймс Ваилас         | 2017         |
| Джордж Далис         | 1995         |  | Харри Чикма           | 2018         |
| Джеймс Пулос         | 1995         |  | Мишель Кокланис       | 2018         |
| Дэвид Псалтис        | 1995         |  | Джордж Пападакос      | 2018         |
| Огастес Ганакас      | 1996         |  | Марк Филиппуссис      | 2018         |
| Том Кацибалис        | 1996         |  | Джордж Раванис        | 2018         |
| Джон Цитурис         | 1996         |  |                       |              |
| Пол Ксантос          | 1996         |  |                       |              |
| Эрнест Афаганис      | 1997         |  |                       |              |
| Фил Бузиос           | 1997         |  |                       |              |
| Джон Пачивас-старший | 1997         |  |                       |              |
| Лу Ципис             | 1997         |  |                       |              |
| Ник Сакринти         | 1998         |  |                       |              |
| Роберт Самарас       | 1998         |  |                       |              |
| Фред Смерлас         | 1998         |  |                       |              |
| Лео Таласситис       | 1998         |  |                       |              |
| Джордж Катаволос     | 1999         |  |                       |              |
| Арт Диммас           | 1999         |  |                       |              |
| Том Ларис            | 1999         |  |                       |              |
| Дайана Найад         | 1999         |  |                       |              |

### Греческая Спортивная награда имени Харри Агганиса
Самой престижной спортивной наградой AHEPA является Греческая Спортивная награда имени Харри Агганиса (англ. Harry Agganis Hellenic Athlete Award), ежегодно присуждаемая выдающимся грекам в области профессионального и любительского спорта на уровне колледжа и выше.

#### Список обладателей Спортивной награды имени Харри Агганиса
| Год вручения | Обладатель премии | Вид спорта                           |  | Год вручения | Обладатель премии         | Вид спорта                |
| ------------ | ----------------- | ------------------------------------ |  | ------------ | ------------------------- | ------------------------- |
| 1955         | Алекс Аронис      | американский футбол                  |  | 1990         | Пит Сампрас               | теннис                    |
| 1956         | Джордж Спанис     | американский футбол                  |  | 1991         | Карен Чоппелас Хортсмайер | тренер по баскетболу      |
| 1957         | Алекс Каррас      | американский футбол                  |  | 1992         | Стив Лаппас               | тренер по баскетболу NCAA |
| 1958         | Лу Циоропулос     | баскетбол                            |  | 1993         | Крис Контос               | хоккей                    |
| 1959         | Гас Триандос      | бейсбол                              |  | 1994         | Алкис Панагулиас          | тренер по футболу         |
| 1960         | Милт Паппас       | бейсбол                              |  | 1995         | Джон Мицопулос            | тяжёлая атлетика          |
| 1961         | Крис Пелекудас    | ампайр                               |  | 1996         | Питер Карманос-мл.        | хоккей                    |
| 1962         | Алекс Граммас     | бейсбол                              |  | 1997         | Спирос Сиаггас            | AHEPA athletics           |
| 1963         | Джордж Сеймс      | американский футбол                  |  | 1998         | Питер Клентзос            | прыжки с шестом           |
| 1964         | —                 | —                                    |  | 1999         | Джеймс Даопулос           | судья НФЛ (Супербоул)     |
| 1965         | Крис Пелекудас    | ампайр                               |  | 2000         | Джон Корфас               | баскетбол                 |
| 1966         | Питер Тунтас      | боулинг                              |  | 2001         | Мэтт Стовер               | американский футбол       |
| 1967         | Ди Андрос         | американский футбол                  |  | 2002         | —                         | —                         |
| 1968         | —                 | —                                    |  | 2003         | —                         | —                         |
| 1969         | Анджело Лукас     | американский футбол                  |  | 2004         | Том Паппас                | десятиборье               |
| 1970         | Джордж Аллен      | лёгкая атлетика                      |  | 2005         | —                         | —                         |
| 1971         | Джордж Паппас     | боулинг                              |  | 2006         | —                         | —                         |
| 1972         | Гас Ганакас       | баскетбол                            |  | 2007         | —                         | —                         |
| 1973         | Крис Фарасопулос  | американский футбол                  |  | 2008         | —                         | —                         |
| 1974         | Алекс Страйк      | дзюдо                                |  | 2009         | Ник Маркакис              | бейсбол                   |
| 1975         | Лия Пулос-Мюллер  | конькобежный спорт                   |  | 2010         | Джордж Джон               | футбол                    |
| 1976         | —                 | —                                    |  | 2011         | Дэн Мавраидис             | баскетбол                 |
| 1977         | Джон Сколинос     | тренер по бейсболу                   |  | 2012         | Уильям Влахос             | американский футбол       |
| 1978         | —                 | —                                    |  | 2013         | Нико Кутувидис            | американский футбол       |
| 1979         | Эл Кампанис       | Ген. менеджер «Лос-Анджелес Доджерс» |  | 2014         | Коста Куфос               | баскетбол                 |
| 1980         | Ли Паллис         | десятиборье                          |  | 2015         | Яннис Адетокунбо          | баскетбол                 |
| 1981         | Фред Смерлас      | американский футбол                  |  | 2016         | Майк Мустакас             | бейсбол                   |
| 1982         | Арт Диммас        | судья НФЛ                            |  | 2017         | Яннис Адетокунбо          | баскетбол                 |
| 1983         | Грег Луганис      | прыжки в воду                        |  | 2018         | Дин Карназис              | сверхмарафон              |
| 1984         | Майк Кастронис    | тренер по футболу NCAA               |  | 2019         | Коди Беллинджер           | бейсбол                   |
| 1985         | Грег Луганис      | прыжки в воду                        |  | 2020         |                           |                           |
| 1986         | Питер Далис       | спортивный директор UCLA             |  | 2021         |                           |                           |
| 1987         | Грегг Тафралис    | лёгкая атлетика                      |  | 2022         |                           |                           |
| 1988         | Том Пацалис       | лёгкая атлетика                      |  | 2023         |                           |                           |
| 1989         | Крис Челиос       | хоккей                               |  | 2024         |                           |                           |

## Структура
Семейство AHEPA состоит из четырёх организаций: Орден AHEPA (мужчины), Дочери Пенелопы (женщины), Сыны Перикла (юноши) и Девы Афины (молодые женщины). AHEPA издаёт журнал «The AHEPAN», являющийся вторым по величине греко-американским распространяемым изданием. Также поддерживает связи с аналогичным Австралазийско-греческим прогрессивным просветительским союзом.
Орден состоит из отделений, округов и Верховной Ложи.

### Отделения
Любая мужская организация, состоящая не менее чем из 10 членов, которым, по отдельности или коллективно, необходимо надлежащим образом подать прошение о получении хартии (патента) от Верховной Ложи, и которая, таким образом, получив хартию и соответствующие полномочия, выполняет свои функции под именем и в духе AHEPA, или же под своим фирменным наименованием, будет считаться Отделением Ордена AHEPA, а также находиться под юрисдикцией последнего.
На уровне отделения основными офицерскими должностями являются:
- Президент;
- Вице-президент;
- Секретарь;
- Казначей;
- Капеллан;
- Смотритель;
- Начальник Стражи.

Кроме того, в состав отделения также могут входить следующие офицерские должности:
- Вице-президент/Директор по вопросам эллинизма;
- Вице-президент/Директор по вопросам образования;
- Вице-президент/Директор по вопросам филантропии;
- Вице-президент/Директор по вопросам гражданской ответственности;
- Вице-президент/Директор по вопросам родового (семейного) и индивидуального совершенства;
- Внутренний страж;
- Внешний страж (привратник);
- Директор по вопросам спорта.

Отделение также имеет Совет Губернаторов, состоящий из председателя и ряда лиц, отобранных в соответствии с количеством членов за которых были уплачены сборы (на человека) в штаб-квартиру AHEPA.
Число губернаторов зависит от размеров отделения, то есть количества членов в нём:
| Количество членов | Количество губернаторов |
| ----------------- | ----------------------- |
| 10—25             | 2                       |
| 26—100            | 4                       |
| 101—200           | 6                       |
| 201—300           | 8                       |
| 301—400           | 10                      |
| 401—500           | 12                      |
| 501 и более       | 14                      |

Срок пребывания в должности офицера отделения составляет 12 месяцев, либо же он может находиться на ней до избрания преемника и готовности последнего осуществлять свои полномочия.
Все отделения AHEPA подчиняются конкретному округу.

### Округа

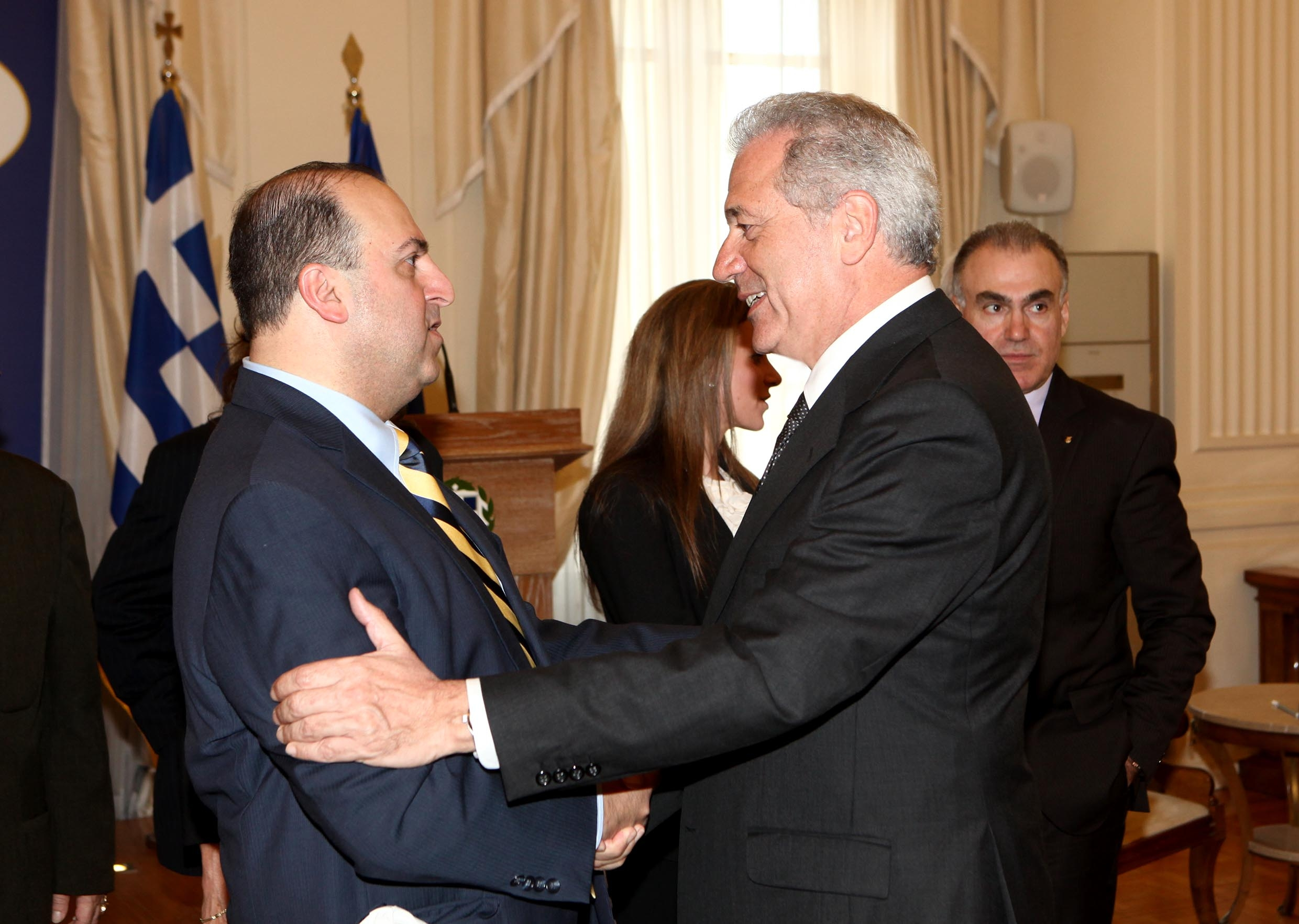
Верховный Президент AHEPA Джон Гроссоманидис (слева) и министр иностранных дел Греции Димитрис Аврамопулос (Афины, Греция, 9 апреля 2013 года)

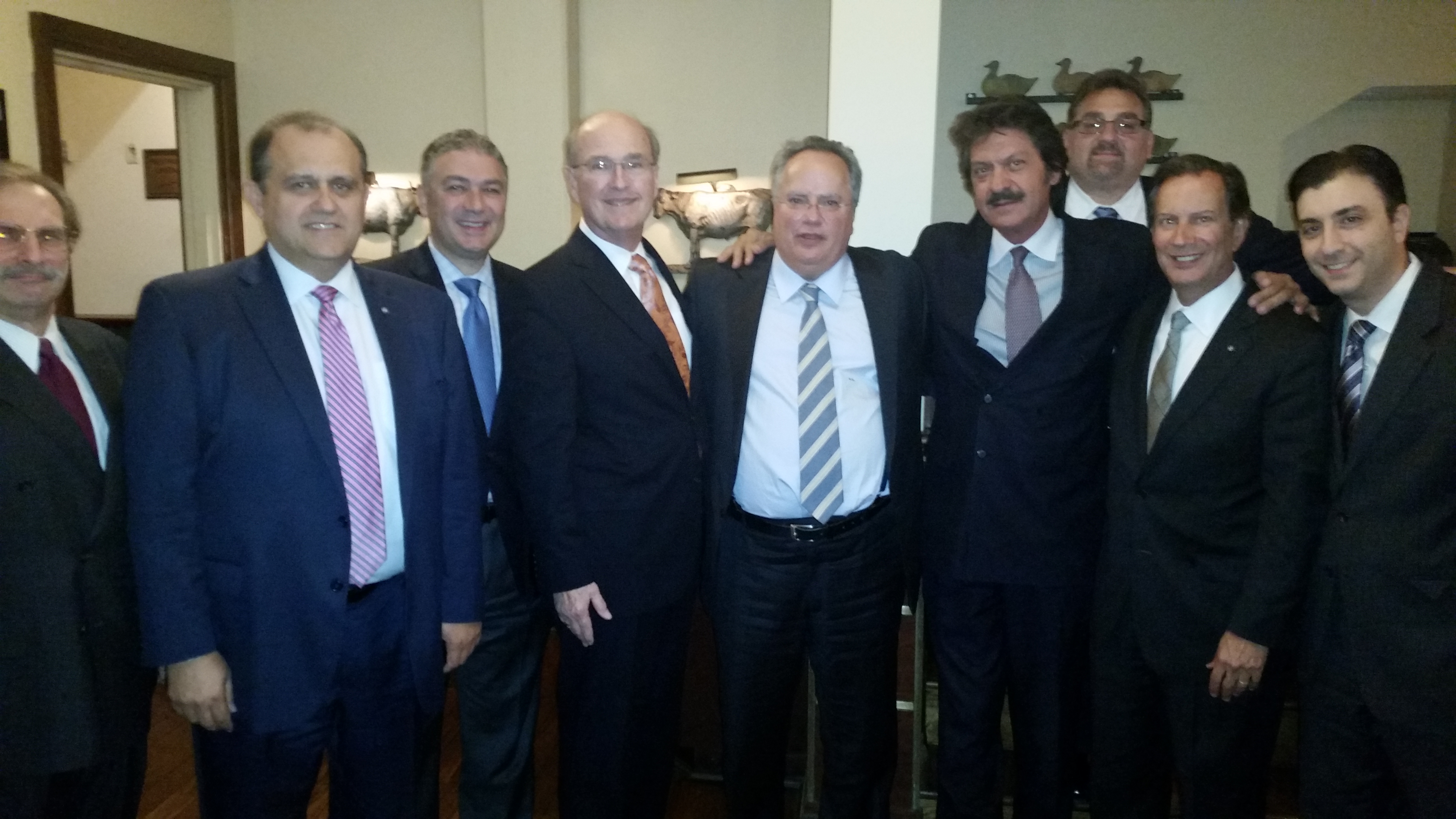
Встреча министра иностранных дел Греции Никоса Кодзиаса с представителями организаций греческой диаспоры AHI, AHEPA и CEH (Вашингтон, 21 апреля 2015 года)

Отделения, находясь под юрисдикцией Ордена, могут быть организованы Верховной Ложей в 27 Округов. Каждый округ должен иметь индивидуальное название и номер, а также как минимум три активных отделения. Отделения в составе округа, из которых активными являются менее чем три, будут распределены Верховной Ложей в другой округ или округа. Верховная же Ложа устанавливает границы каждого округа.
На окружном уровне основными офицерскими должностями являются:
- Губернатор округа;
- Вице-губернатор округа;
- Секретарь округа;
- Казначей округа;
- Маршал округа;
- Смотритель округа;
- Директор округа по вопросам спорта.

Кроме того, в состав округа также могут входить следующие офицерские должности:
- Вице-президент/Директор по вопросам эллинизма;
- Вице-президент/Директор по вопросам образования;
- Вице-президент/Директор по вопросам филантропии;
- Вице-президент/Директор по вопросам гражданской ответственности;
- Вице-президент/Директор по вопросам родового (семейного) и индивидуального совершенства.

Все без исключения округа Ордена ежегодно в течение мая, июня и июля месяцев проводят Окружное Собрание. Конкретное время, дата и место для последующих окружных Собраний могут быть выбраны Собранием же не более чем за два года заранее. Орден AHEPA в Канаде проводит окружное Собрание не позднее первой недели августа.
Собрание каждого округа должно состоять из надлежащим образом избранных Делегатов от соответствующих отделений, образующих округ и, как следствие, состав офицеров округа, а также из немедленно уходящего в отставку губернатора округа. Все Бывшие Губернаторы Округов (любого из них) в пределах сферы деятельности AHEPA могут голосовать, обладая на то суверенным правом, при условии, что они являются членами с хорошей репутацией и не имеют каких-либо нареканий по работе в отделении данного округа.
В компетенцию окружных Собраний Ордена AHEPA входят:
1. Осуществление всяческой деятельности, связанной с рассмотрением и обсуждением любых вопросов, касающихся дел Ордена в округе.
2. Законодательная деятельность. Принятие таких законов, которые делегаты могут счесть необходимыми и надлежащими для благосостояния округа, при условии, что подобные нормативные правовые акты ни в коей мере не противоречат Конституции AHEPA и Уставу AHEPA, а также декретам, принятым Верховным Собранием Ордена.
3. Решения. Принимать решения по любым необходимым и надлежащим для развития округа вопросам.
4. Резолюции. Выносить резолюции и препровождать их Верховному Собранию через губернатора округа.
5. Выделение фондов. Отводить денежные суммы, имеющиеся на счету Окружного Казначейства, устанавливать способы ассигнования и цели, на которые пойдут средства, а также назначать офицера или офицеров, которые произведут выплаты тождественной суммы.

#### Список округов
| Название и номер округа          | Отделения, входящие в состав округа |
| -------------------------------- | --- |
| Материнская Ложа/Округ № 1       | Все отделения в пределах штатов Джорджия, Алабама, Южная Каролина, Теннесси и Миссисипи                                                                                                  |
| Ситрус/Округ № 2                 | Все отделения в пределах штата Флорида, Пуэрто-Рико, а также в городе Нассау (Багамские Острова)                                                                                         |
| Столица/Округ № 3                | Все отделения в пределах штатов Северная Каролина, Вирджиния, Мэриленд, округа Колумбия, а также отделение в городе Блуфилд (штат Западная Вирджиния)                                    |
| Держава/Округ № 4                | Все отделения в пределах штата Пенсильвания, за исключением городов Шарон и Фаррелл (округ Мерсер)                                                                                       |
| Джон Г. Фивос/Округ № 5          | Все отделения в пределах штата Нью-Джерси и города Уилмингтон (штат Делавэр) |
| Империя/Округ № 6                | Все отделения в пределах штата Нью-Йорк |
| Янки/Округ № 7                   | Все отделения в пределах штатов Коннектикут и Род-Айленд, а также отделение в городе Питсфилд (штат Массачусетс)                                                                         |
| Штат Заливов/Округ № 8           | Все отделения в пределах штата Массачусетс, за исключением отделения в городе Питсфилд (штат Массачусетс)                                                                                |
| Северная Новая Англия/Округ № 9  | Все отделения в пределах штатов Мэн, Нью-Гемпшир и Вермонт |
| Автомобильный/Округ № 10         | Все отделения в пределах штата Мичиган |
| Конский Каштан/Округ № 11        | Все отделения в пределах штатов Огайо, Кентукки, в городах Уиртон, Хантингтон, Уилинг, Кларксберг и Чарлстон (штат Западная Вирджиния), а также в городах Шарон и Фаррелл (округ Мерсер) |
| Верзила/Округ № 12               | Все отделения в пределах штата Индиана |
| Голубая Лента/Округ № 13         | Все отделения в пределах штатов ИллинойсВиисконсин |
| Грейнфилдс/Округ № 14            | Все отделения в пределах штатов Айова, Миннесота, Северная Дакота, Южная Дакота, а также в городах Сент-Луис (штат Миссури) и Омаха (штат Небраска)                                      |
| Дельта/Округ № 16                | Все отделения в пределах штатов Луизиана, Техас, Оклахома, Арканзас, а также в городе Канзас-Сити (штат Миссури)                                                                         |
| Серебряный/Округ № 17            | Все отделения в пределах штатов Нью-Мексико, Вайоминг, Монтана, Юта и Колорадо, а также в городе Бриджпорт (округ Моррилл, штат Небраска)                                                |
| Эль-Камино-Реал/Округ № 20       | Все отделения в пределах штата Аризона и к югу от города Бейкерсфилд (штат Калифорния), а также отделения в городе Лас-Вегас (штат Невада)                                               |
| Золотые Ворота/Округ № 21        | Все отделения к северу от города Бейкерсфилд (штат Калифорния), а также в городе Рино (штат Невада)                                                                                      |
| Дровяной/Округ № 22              | Все отделения в штатах Орегон и Вашингтон |
| Бобр/Округ № 23                  | Все отделения в провинциях Квебек, Онтарио, Ньюфаундленд, Новая Шотландия, Остров Принца Эдуарда и Нью-Брансуик (Канада)                                                                 |
| Королевский Канадский/Округ № 24 | Все отделения в провинциях Альберта, Саскачеван и Манитоба (Канада) |
| Эллада/Округ № 25                | Все отделения, расположенные в Греции |
| Кипр/Округ № 27                  | Все отделения, расположенные на Кипре |

### Регионы
AHEPA также имеет девять Регионов, каждый из которых состоит из ряда активных округов. В каждом регионе также избирается свой Верховный Губернатор, входящий в состав Верховной Ложи.

#### Список регионовAHEPA
| Номер региона | Округа в составе региона |
| ------------- | --- |
| Регион 1      | Округа 1 и 2. Алабама, Флорида, Джорджия, Миссисипи, Южная Каролина, Теннесси |
| Регион 2      | Округа 3 и 4. Западная Вирджиния, округ Колумбия, Мэриленд, Северная Каролина, Пенсильвания, Вирджиния                                                                                                  |
| Регион 3      | Округа 5 и 6. Делавэр, Нью-Джерси, Нью-Йорк |
| Регион 4      | Округа 7, 8 и 9. Коннектикут, Мэн, Массачусетс, Нью-Гемпшир, Род-Айленд, Вермонт |
| Регион 5      | Округа 10 и 11. Кентукки, Мичиган, Огайо, Западная Вирджиния (за исключением города Блуфилд) |
| Регион 6      | Округа 12, 13 и 14. Иллинойс, Индиана, Айова, Миннесота, Северная Дакота, Южная Дакота, Висконсин, восточные части штатов Небраска и Миссури                                                            |
| Регион 7      | Округа 15, 16 и 17. Арканзас, Колорадо, Канзас, Луизиана, западные части штатов Миссури и Небраска, Нью-Мексико, Оклахома, Техас, Вайоминг, Айдахо, Монтана, Юта (за исключением города Солт-Лейк-Сити) |
| Регион 8      | Округа 18, 19, 20, 21 и 22. Айдахо, Монтана, Аляска, Аризона, Калифорния, Гавайи, Невада, Орегон, Вашингтон, Юта                                                                                        |
| Регион 10     | Округа 25 и 27. Греция, Кипр, вся Европа |

### Верховная Ложа

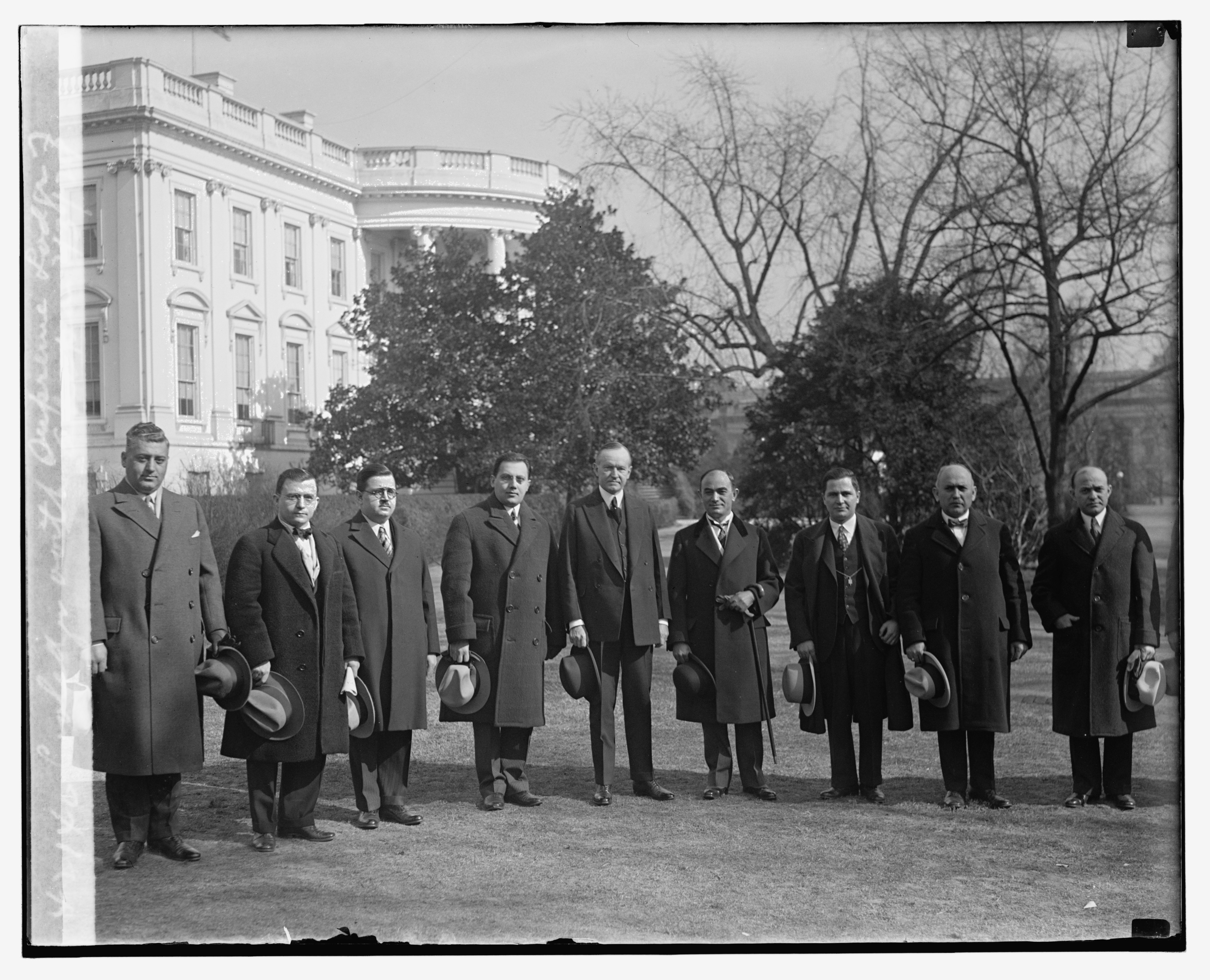
Президент США Калвин Кулидж (в центре) с офицерами Верхновной Ложи Ордена AHEPA (1929). По правую руку от Кулиджа — Дин Алфанж, Верховный Президент AHEPA. Данное событие является первой в истории греческой общины США встречей с президентом страны

«Верховная Ложа» Ордена состоит из следующих Верховных Офицеров:
- Верховный Президент;
- Верховный Вице-Президент;
- Канадский Президент;
- Верховный Секретарь;
- Верховный Казначей;
- Верховный Советник;
- Верховный/Региональный Губернатор (9 человек).

## Известные члены

### Политические деятели

Президент США Франклин Д. Рузвельт получает документ о членстве в братстве AHEPA (24 июня 1937 года, Вашингтон, округ Колумбия). Рузвельт был инициирован в орден 11 марта 1931 года, будучи губернатором штата Нью-Йорк

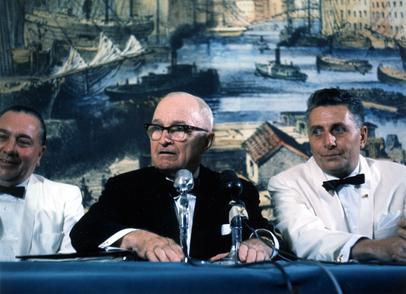
Бывший президент США Гарри Э. Трумэн проводит пресс-конференцию на 40-м Верховном Собрании Ордена AHEPA (22 августа 1962 года, Чикаго, Иллинойс). По правую руку от Трумэна — мэр Чикаго Ричард Дж. Дэйли

- Франклин Делано Рузвельт — 32-й президент США.
- Гарри Эс Трумэн — 33-й президент США.
- Джеральд Форд — 38-й президент США.
- Хьюберт Х. Хамфри — 38-й вице-президент США.
- Спиро Т. Агню — 39-й вице-президент США.
- Роберт Ф. Кеннеди — сенатор США.
- Пол Цонгас — сенатор США.
- Клайборн Пелл — сенатор США.
- Пол С. Сарбейнз — сенатор США.
- Джон Гленн-младший — сенатор и первый астронавт США.
- Джордж В. Войнович — сенатор США.
- Джек Рид — сенатор США.
- Роберт Менендез — сенатор США.
- Генри Дж. Аллен — сенатор США.
- Джеймс Дж. Дэвис — сенатор США.
- Патрик Мак-Карран — сенатор США.
- Джордж Д. Эйкен — сенатор США.
- Ральф Э. Фландерс — сенатор США.
- Уильям Ф. Ноулэнд — сенатор США.
- Уильям Бентон — сенатор США.
- Ирвинг М. Айвз — сенатор США.
- Томас Э. Мартин — сенатор и член Палаты представителей США.
- Герман Уэлкер — сенатор США.
- Эстес Кефовер — сенатор США.
- Фрэнк Чёрч — сенатор США.
- Уильям Спонг — сенатор США.
- Питер Висклоски — член Палаты представителей США.
- Гас М. Билиракис — член Палаты представителей США.
- Майкл Билиракис — член Палаты представителей США.
- Лу Раптакис — сенатор легислатуры штата Род-Айленд.
- Джон Сарбейнз — член Палаты представителей США.
- Бенджамин Гилман — член Палаты представителей США.
- Зак Спейс — член Палаты представителей США.
- Дональд Пейн — член Палаты представителей США.
- Д. Уорт Кларк — член Палаты представителей США.
- А. Пайатт Эндрю — член Палаты представителей США.
- Эрнест У. Гибсон — член Палаты представителей США.
- Франк Р. Гавеннер — член Палаты представителей США.
- Уильям К. Лантафф — член Палаты представителей США.
- А. Л. Миллер — член Палаты представителей США.
- Норрис Коттон — член Палаты представителей США.
- Томас Э. Мартин — член Палаты представителей США.
- Чарльз П. Нельсон — член Палаты представителей США.
- Клиффорд Дэвис — член Палаты представителей США.
- Герберт Б. Уорбертон — член Палаты представителей США.
- Томас Ф. О’Нил, мл. — член Палаты представителей США.
- Уильям Х. Эйрс — член Палаты представителей США.
- Джон Брадимас — член Палаты представителей США.
- Луис Бафалис — член Палаты представителей США.
- Гленард П. Липскомб — член Палаты представителей США.
- Джон В. Видлер — член Палаты представителей США.
- Питер Н. Кирос — член Палаты представителей США.
- Ник Галифианакис — член Палаты представителей США.
- Джон Дж. Макфолл — член Палаты представителей США.
- Данте Б. Фасцелл — член Палаты представителей США.
- Гас Ятрон — член Палаты представителей США.
- Томас Даунинг — член Палаты представителей США.
- Портер Харди — член Палаты представителей США.
- Дональд Норкросс — член Палаты представителей США[18].
- Майкл Дукакис — губернатор и кандидат в президенты США от Демократической партии.
- Николас Бёрнс — заместитель государственного секретаря США по политическим вопросам.
- Уильям Г. Вандербильт — губернатор штата Род-Айленд.
- Пол В. МакНатт — губернатор штата Индиана.
- Фред У. Грин — губернатор штата Мичиган.
- Гарри Х. Вудринг — губернатор штата Канзас.
- Джон Э. Эриксон — губернатор штата Монтана.
- Р. Грегг Черри — губернатор штата Северная Каролина.
- Ральф Ф. Гейтс — губернатор штата Индиана.
- Сэм К. Форд — губернатор штата Монтана.
- Эрнест У. Гибсон-младший — губернатор штата Вермонт.
- Уильям Престон Лейн — губернатор штата Мэриленд.
- Г. Меннен Уильямс — губернатор штата Мичиган.
- Дж. Калеб Боггс — губернатор штата Делавэр.
- К. Дж. Роджерс — губернатор штата Вайоминг.
- Фрэнк Дж. Лош — губернатор штата Огайо.
- Джозеф Б. Джонсон — губернатор штата Вермонт.
- Лео А. Хойег — губернатор штата Айова.
- Уильям Страттон — губернатор штата Иллинойс.
- Кристиан А. Гертер — губернатор штата Массачусетс.
- Эдмунд С. Маски — губернатор штата Мэн.
- Аверелл Гарриман — губернатор штата Нью-Йорк.
- Прайс Дэниел — губернатор штата Техас.
- Эрнест Ф. Холлингс — губернатор штата Южная Каролина.
- Джордж К. Уоллес — губернатор штата Алабама.
- Отто Кернер — губернатор штата Иллинойс.
- Уоррен И. Хирнс — губернатор штата Миссури.
- Роберт Э. Макнейр — губернатор штата Южная Каролина.
- Джозеф А. Кокс — судья Верховного суда штата Нью-Йорк.
- Джордж Кристофер — мэр Сан-Франциско.
- Леонидас Хусакос — член и председатель Сената Канады (монреальское отделение).
- Джордж Харламон — мэр города Уотербери.
- Мэттью Миронис — член Ассамблеи штата Нью-Йорк.
- Маноли Лупасси — член Палаты делегатов Виргинии.
- Аделайн Джео-Карис — член Сената и Палаты представителей Иллинойса.
- Эндрю Джарвис — мэр города Портсмут.
- Билл Саффо — мэр города Уилмингтон.
- Джон Русакис — мэр города Саванна.
- Тед Канавас — член Сената штата Висконсин.
- Харри Мишель — член Сената Огайо. Бывший президент 89-го отделения AHEPA.
- Панос Камменос — министр национальной обороны Греции.
- Коста Константинидис — член городского совета Нью-Йорка.
- Джонни Джоанну — член Палаты делегатов и Сената Виргинии.
- Джон Паппаджордж — член Палаты представителей и Сената Мичигана.
- Сэм Солон — член Сената и Палаты представителей Миннесоты. Президент отделения и губернатор округа AHEPA.
- Дин Скелос — член Сената штата Нью-Йорк, лидер большинства Сената штата Нью-Йорк, и. о. вице-губернатора штата Нью-Йорк.
- Димитриос Яннарос — экономист, член Палаты представителей Коннектикута.
- Ник Манолакос — педагог, член Палаты представителей Делавэра.
- Стив Кородимас — адвокат, член Генеральной ассамблеи Нью-Джерси.
- Сэмюэл Марагос — адвокат, член Генеральной ассамблеи Иллинойса.
- Андреас Борджеас — юрист, правовед, преподаватель, член Сената Калифорнии.
- Эндрю Гунардис — адвокат, член Сената штата Нью-Йорк.

### Спортсмены
- Джек Демпси — боксёр-профессионал.
- Милт Паппас — бейсбольный игрок.
- Ник Маркакис — бейсболист.
- Джим Лондос — профессиональный рестлер.
- Джордж Захариас — профессиональный рестлер.
- Билл Халлис — профессиональный рестлер.
- Алекс Каррас — игрок в американский футбол, профессиональный рестлер и актёр.
- Гас Зарнас — игрок в американский футбол, тренер, предприниматель.

### Актёры и писатели
- Телли Савалас — актёр и певец.
- Николас Гейдж — писатель и журналист-расследователь.
- Джордж Димитер — автор, юрист, член Палаты представителей штата Массачусетс.
- Николас Деннис — киноактёр.

### Религиозные лидеры
- Иаков (Кукузис) — глава Греческой Православной Архиепископии Северной и Южной Америки.
- Клеопа (Стронгилис) — митрополит Шведский и Скандинавский.
- Герасим (Михалеас) — митрополит Сан-Францисский.

### Предприниматели и филантропы
- Энди Атенс
- Алекс Спанос
- Джон Кациматидис
- Крис Томарас
- Джордж Бехракис
- Джордж Маркус
- Тим Тассопулос
- Йоргос Параскеваидис
- Сэм Галеотос
- Уильям Ставропулос

### Другие
- Чарльз Москос — военный социолог в Вооружённых силах США, профессор Северо-Западного университета (Иллинойс).
- Ричард И. Бёрд — контр-адмирал, полярник, пионер авиации, впервые в истории пролетевший над Южным полюсом.
- Майкл Мулинос.
- А. А. Пантелис — учредитель Греческой ассоциации адвокатов штата Иллинойс.
- Георгиос Н. Папаниколау — учёный, врач, основатель нового научного ответвления цитологии, пионер ранней диагностики ракового заболевания, изобретатель Пап-теста.
- Эвгениос Россидис — футболист, адвокат, политический и общественный деятель, лоббист и писатель.
- Майк Манатос — помощник по административным вопросам в Исполнительном управлении президента США (при Джоне Ф. Кеннеди и Линдоне Б. Джонсоне).
- Эндрю Манатос — государственный служащий и общественный деятель, лоббист.
- Теодор Салутос — профессор и глава исторического факультета Калифорнийского университета в Лос-Анджелесе.
- Николас Цукалас — адвокат и судья. Бывший президент 25-го отделения AHEPA.
- Джон М. Манос — юрист, федеральный судья США.
- Филип Кристофер — бизнесмен, политический и общественный деятель, лоббист. Президент Международного координационного комитета «Справедливость для Кипра» (PSEKA).
- Дин Г. Поппс — адвокат, бизнесмен и государственный деятель, и. о. помощника министра армии США по вопросам закупок, логистики и технологии (2008—2010).
- Джеймс Каргас — адвокат в сфере энергетики из Хьюстона (Техас), кандидат в Палату представителей США (2012, 2014, 2016, 2018).
- Том К. Корологос — лоббист, дипломат и бизнесмен.
- Джордж Верас — телепродюсер и режиссёр.
- Джон Ситилидис — политический стратег и комментатор.